# Historia de la música catalana

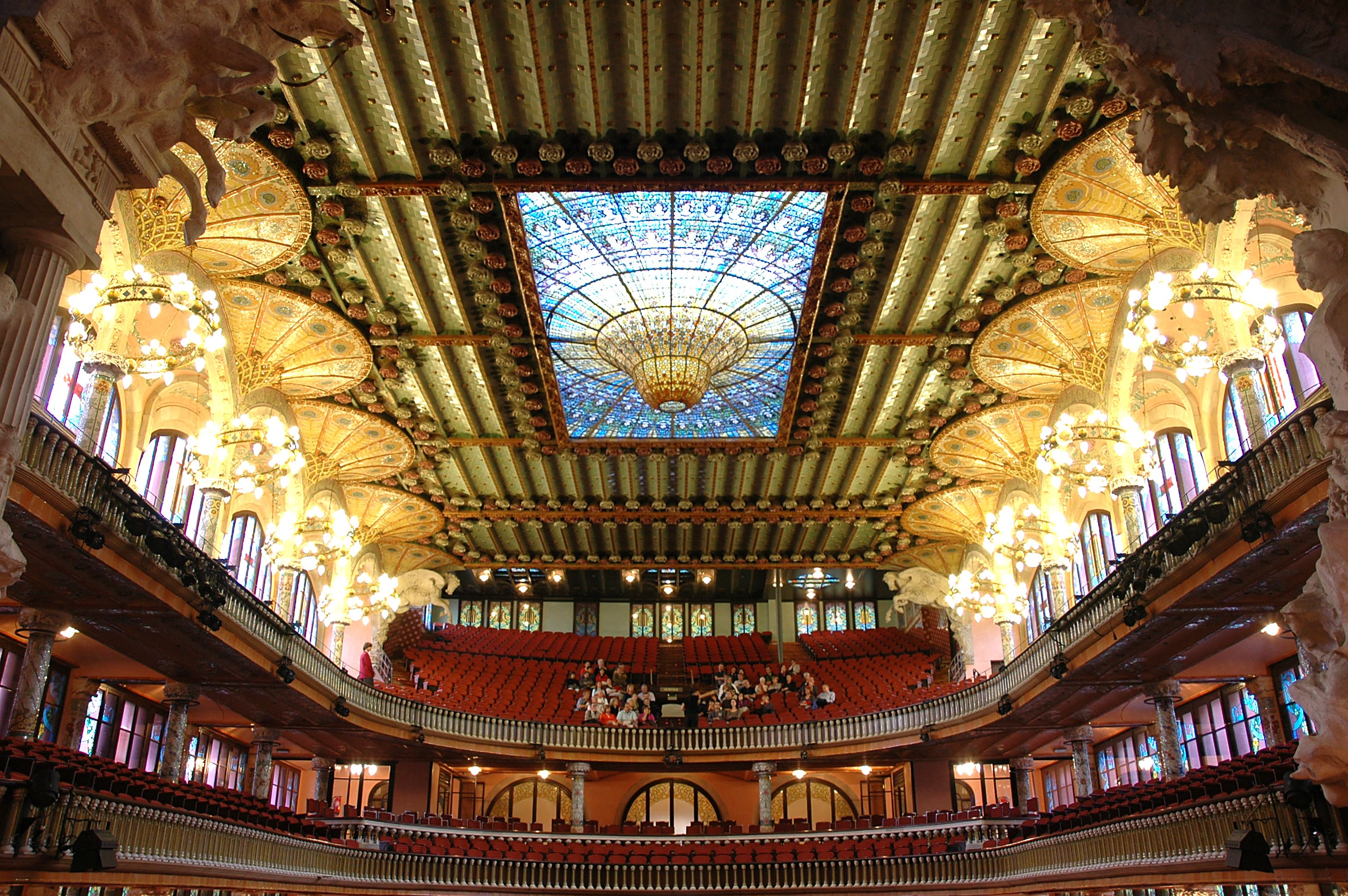
El Palacio de la Música Catalana visto desde el escenario.

La historia de la música catalana incluye toda la música cantada en Cataluña desde los periodos iniciales de la historia hasta la actualidad.
Con una tradición heredera de muchas influencias culturales, la difusión musical de la liturgia romana realizada en Ripoll, San Cugat, Barcelona o Vich propició una notación musical catalana. El Canto de Sibila es uno de los legados musicales más destacados del patrimonio medieval catalán. En el siglo XI se empezó a hacer música polifónica, combinando varias voces. Se consolidó gracias a los vínculos de Ripoll con los monasterios franceses. Uno de los documentos más valiosos que se conserva es el Llibre Vermell de Montserrat ('Libro Rojo de Montserrat'), el único testimonio de las danzas sagradas en Europa. Los poetas de la edad medieval eran los trovadores, que escribían en provenzal, y los encargados de interpretar estas composiciones eran los juglares.
Más tarde, durante el Renacimiento, los compositores Luis de Milán, en el ámbito instrumental, y Mateo Flecha el Viejo, Mateo Flecha el Joven y Joan Brudieu, en el vocal, fueron los impulsores del Renacimiento musical en Cataluña. Géneros como el madrigal y las originales ensalades triunfaron como formas vocales profanas. Si bien en el Renacimiento la música profana había llegado a un punto álgido, durante el barroco los cambios sociales y políticos hacen que las figuras de los mecenas prácticamente desaparezcan. Los compositores se ven obligados a escribir música religiosa. Autores como Juan Cererols o Juan Pablo Pujol dejan un gran legado.
Más tarde, el clasicismo musical en Cataluña estuvo marcado, primeramente, por la influencia de la música vocal italiana y, después, por el sinfonismo centroeuropeo. Formas como el aria para voz solista, las sonatas para piano y las sinfonías son los rasgos más característicos, como también el uso de la orquesta y el cuarteto de cuerda tal como los entendemos hoy en día.
A lo largo del siglo XIX destaca la aportación de tres compositores catalanes. Fernando Sor triunfó en los escenarios de todo el mundo y fue un gran pedagogo de la guitarra. Anselmo Clavé convirtió la música en una herramienta de educación de la clase obrera y creó los coros claverianos. Felipe Pedrell trabajó para recuperar el patrimonio musical catalán. Poco después, el modernismo dio una identidad sonora al país. Este movimiento social y artístico de finales del siglo XIX y principios del XX bebía de las fuentes centroeuropeas y quiso llegar a todas las clases sociales. Uno de sus legados es uno de los edificios más emblemáticos de Cataluña: el Palacio de la Música Catalana. Las agitaciones sociales, estéticas y políticas del siglo XX marcaron varias generaciones de músicos catalanes. Los centros artísticos más importantes de Europa, principalmente Viena y París, se convirtieron en la referencia de los compositores e intérpretes. Las corrientes germánicas y francesas marcaron la creación musical catalana antes y después del desastre de la guerra civil española.

## De los orígenes a la Edad Media

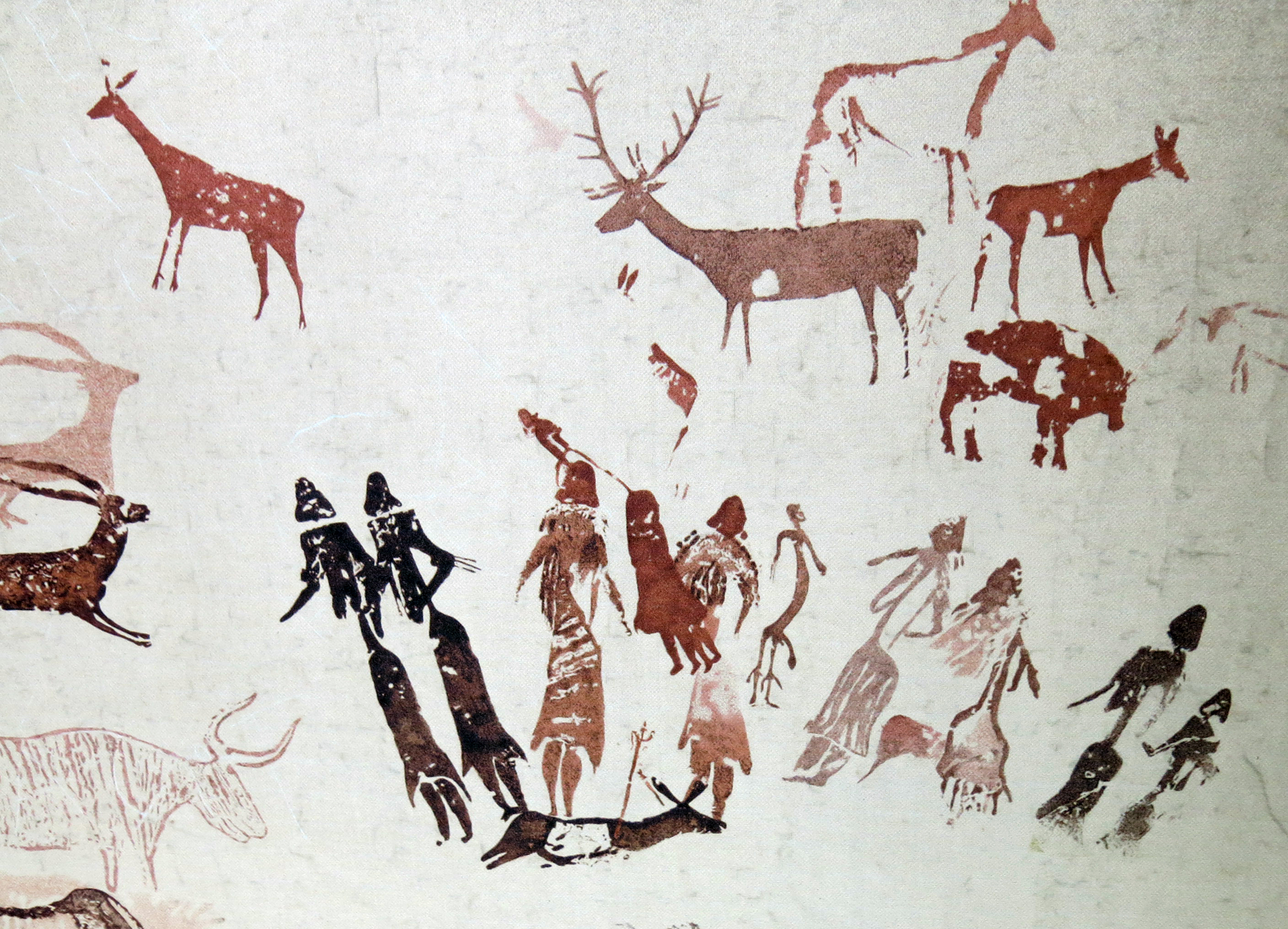
Mujeres bailando alrededor de un hombre desnudo en una pintura rupestre de la Cueva del Cogul.

El primer testigo antiguo de actividad musical en el territorio de la actual Cataluña son las pinturas rupestres de la Cueva del Cogul (Garrigas): una danza fálica, con diez mujeres bailando alrededor de un hombre desnudo. Los griegos también dejaron testigo: los vasos encontrados en San Martín de Ampurias con imágenes de danzas de sátiros o de un músico tocando el aulós para acompañar una danza. Del legado romano de Tarragona, destaca un mosaico donde aparece Euterpe, la musa de la música; una gema que representa a Hércules acompañando a las musas, conservado en el Museo Nacional Arqueológico de Tarragona; o un bajorrelieve en un sarcófago con musas acompañadas de la música del aulós.
La prohibición del obispo Paciano (s. IV) de la celebración de las calendes de enero con mascaradas en Barcelona es el primer referente musical cristiano. En la provincia eclesiástica de Tarragona tenían, entre los siglos IV y VII, un rito –liturgia y música– completo. Por otro lado, el Concilio de Lérida prohibió cualquier tipo de baile en la celebración de los matrimonios cristianos.
En la primera mitad del siglo VI, el obispo Cesáreo de Arlés (vicario de Hispania y de Galia) impulsó los concilios de Tarragona y Gerona y los celebrados posteriormente de Barcelona y Lérida, donde tomó forma la liturgia hispánica, que se configuraría plenamente en el año 700, junto con otras aportaciones peninsulares.

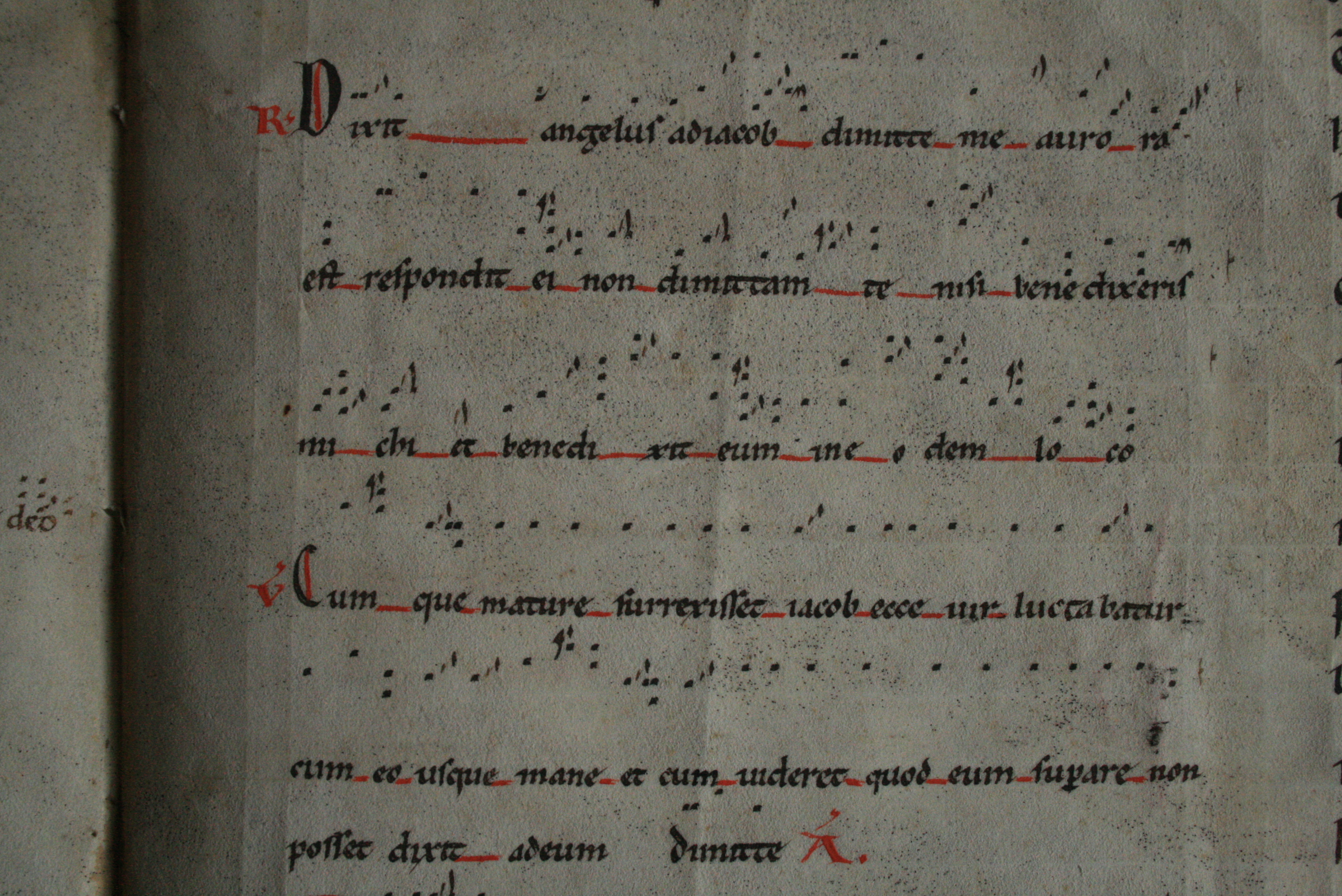
Fragmento de canto gregoriano anotado en notación aquitana sin líneas de referencias (notación adiastemática o in campo aperto, en un manuscrito conservado en el Archivo Comarcal del Bages, Manresa.

La falta de códices musicales de la iglesia visigótica catalana no fue un obstáculo para crear un repertorio de himnos, misas y oraciones, algunos con elementos bizantinos, que introdujo el obispo Joan de Girona (577-586). Debido a la invasión sarracena, se destruyeron los códices y se empobreció el culto. Por otra parte, el dominio árabe, sobre todo en Tarragona y Tortosa, enriqueció musicalmente la cultura del país durante toda la Edad Media.
Cuando Cataluña se incorporó en el mundo carolingio, el canto romano en la modalidad gregoriana se introdujo en el país. En el año 850, los elementos musicales visigóticos desaparecieron y el rito romano, a partir del año 900, predominó.
La complejidad de la evolución de la iglesia catalana medieval marcó el canto litúrgico de estos periodo. Desde la adopción de la liturgia romana, Cataluña intervino activamente en la configuración de esta nueva forma de expresión. En los monasterios se sintetizaban estos cantos litúrgicos y los monjes intervenían en la evolución formal, a la vez que difundían, consolidaban y unificaban esta forma musical.
Entre los siglos IX y X, Ripoll, San Cugat, Vich, Barcelona, Gerona, Seo de Urgel y San Miguel de Cuixá elaboraron, copiaron y difundieron los materiales necesarios para el proceso de restauración eclesial y litúrgico del país. Los monasterios adaptaron libros del oficio romano y las escuelas catedralicias usaban este modelo, que llegó hasta las parroquias.
La notación musical a partir del siglo X fue la catalana, que fue sustituida lentamente por la notación aquitana. En Tarragona convivieron las dos notaciones hasta la desaparición de la catalana en el siglo XIII. Cataluña llegó a poseer un centenar de códices musicales gregorianos de finales del siglo IX hasta el XIII.
Uno de los antifonarios del oficio más importantes que aún hoy en día se conserva es el Antifonario de Gerona (copiado aproximadamente el 1130). Del encomendero de la misa han sobrevivido pocos manuscritos. Destaca el Tonari de Ripoll (inicios del s. XI) y entre los troparios más relevantes destacan los de Montserrat, Tortosa y Vich.
Entre los siglos XI y XII, una época de cambios para la liturgia, Cataluña se convirtió en un centro de difusión cultural importante. Gerona, Vich, Ripoll, Seo de Urgel, Barcelona o San Cugat reunieron muchos libros litúrgicos. El monje Maur Sablayrolles, procedente de la abadía occitana de Encalcat, descubrió en 1905 la existencia de una notación particular, a la que denominó catalana. Aparecida en la región del este de los Pirineos a finales del siglo IX, posee unas neumas propias, con un ángulo y un ductus que la diferencian de la notación visigótica y de la aquitana. El origen hay que encontrarlo en las neumas centroeuropeas de mediados del siglo IX procedentes de una notación preaquitana.
En el primer periodo (finales del s. IX e inicios del XI) mantuvo un aspecto arcaico, con neumas con acento similar al de la notación mozárabe. El periodo de esplendor (siglos XI y XII) se caracterizó por una diastematía (manera de precisar las inflexiones melódicas) muy marcada y por la forma del quilismo ondulado y más alargado.
En inicios del siglo XII, el incremento de repertorio hizo necesaria una mayor exactitud en la escritura musical, que repercutió en la aparición progresiva de las rayas de pautado. La notación catalana convivió, incluso en un mismo códice, con la aquitana que finalmente se impuso.
En Nochebuena se interpreta una música que acompaña unos versos sobre las señales del Juicio Final y del Advenimiento del Cristo, posados en boca de la sibila Eritrea. Los orígenes se encuentran en un acróstico griego que aparece en el Oratio Constantini. La traducción latina fue reproducida en el anónimo Contra iudaeos (siglos V-VI) y hasta los siglos IX y X no apareció la música.
A partir del siglo XIII, el canto latino fue traducido a lenguas románicas, incluido el catalán. Un pequeño cantor vestido como una mujer y sujetando una espada representa la sibila que canta el Iudicii signum. El Canto de la Sibila se convirtió en una representación dramática, cuando el sermón Contra iudaeos se convirtió en el drama litúrgico Ordo prophetarum (c. 1096). Se trata de una procesión de los profetas donde estos personajes, paganos de la antigüedad clásica, auguran la llegada del Mesías. A partir del siglo XVI hay versiones con polifonía al retorno.

## La polifonía medieval

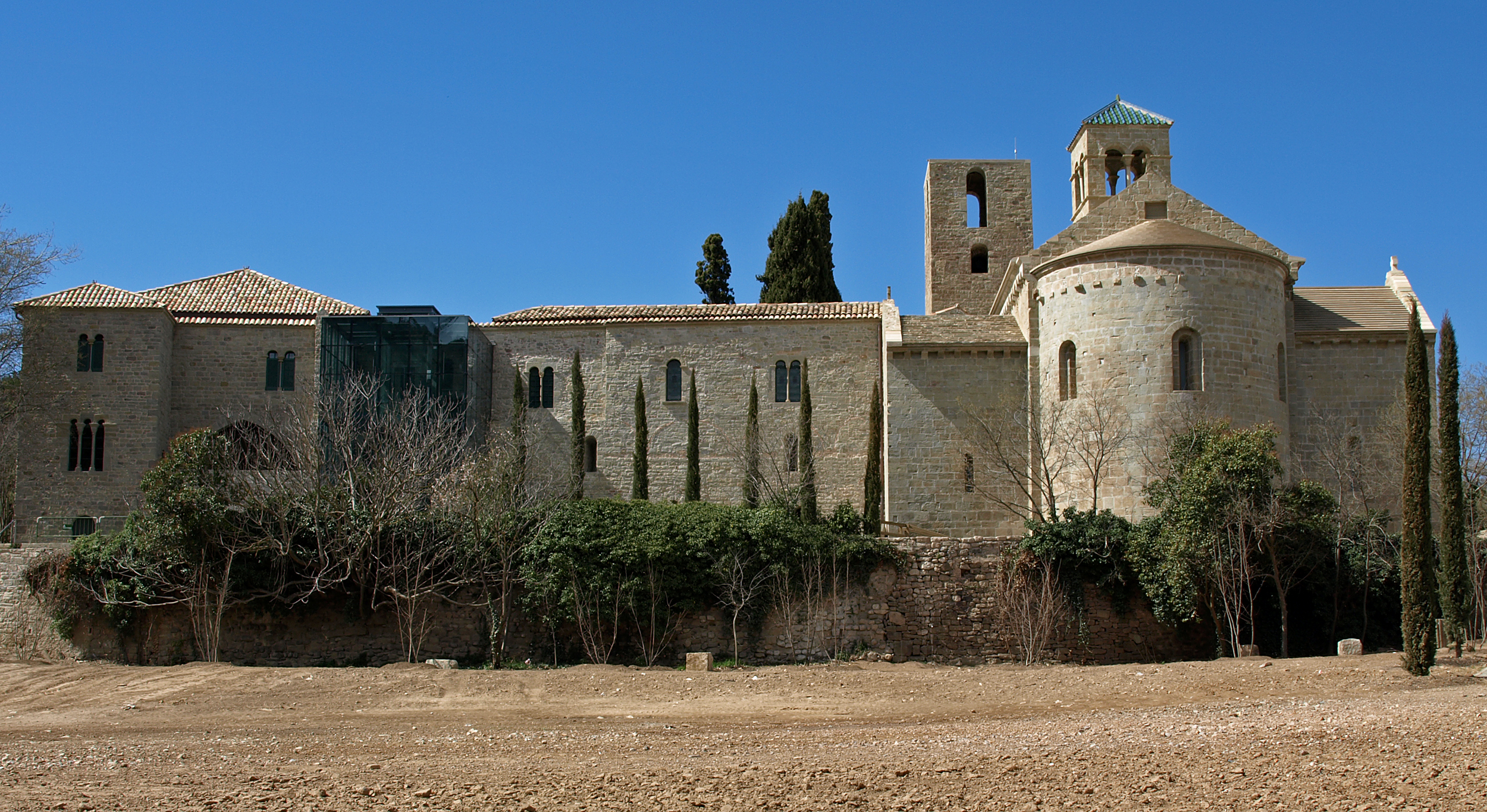
El 972 se documenta el primer órgano en Cataluña, en San Benito de Bages.

El monje Oliba de Ripoll, coetáneo de Abad Oliva, copió, en 1040, unos tratados de música a voces en un códice. Estos documentos, de finales del siglo IX, son los más antiguos que aún hoy en día se conservan en Occidente dedicados a la polifonía.
Los orígenes de esta música, que combina varias voces o partes vocales simultáneas pero independientes, en Cataluña, se remontan a comienzos del siglo XI, cuando las instituciones eclesiásticas empezaron a utilizarla en los cantos litúrgicos y aparecieron instrumentos polifónicos como la gaita, el arpa, la zanfona o el órgano (documentado en 972 en el acto de la fundación del monasterio de San Benito de Bages).
La consolidación como canto litúrgico, en cambio, no llegó hasta el siglo XIII. En esta época, y según documentan los manuscritos del monasterio de Ripoll, de la cartuja de Escaladei, de la catedral de Tortosa o del monasterio de Montserrat, la polifonía ya era habitual en las fiestas más relevantes.
Los vínculos de Ripoll con los monasterios franceses fueron decisivos en la consolidación de la polifonía. El primer manuscrito de códice polifónico es de los siglos XII-XIII. Se trata de un conductus a dos voces: Cedido frigus hiemale en notación aquitana. Los conductus a dos voces Clangat coetus y Promereris summae laudis, con notación aquitana, que todavía se conservan en la catedral de Tortosa, es el primero de una tradición que se extendería hasta el siglo XV. La base de la polifonía catalana sería un conductus a dos voces tratado de manera muy simple y con armonía muy elemental.
A partir del reinado de Pedro IV de Aragón, la influencia de la música francesa fue notoria. Algunos músicos cultivaron la balada, el lay y el Virolai. Incluso muchos cantores de la capilla real de Barcelona venían de la pontificia de Aviñón, Poblet y Santes Creus imitaron la fórmula francesa de tratar polifónicamente los textos de las partes invariables de la misa. Los ministriles venían de Alemania, Francia, Inglaterra, Castilla o Italia, y los músicos catalanes, durante la Cuaresma, eran enviados a Flandes, Francia y Alemania para perfeccionar el estilo, una costumbre que no se perdió hasta el reinado de Martín I de Aragón.

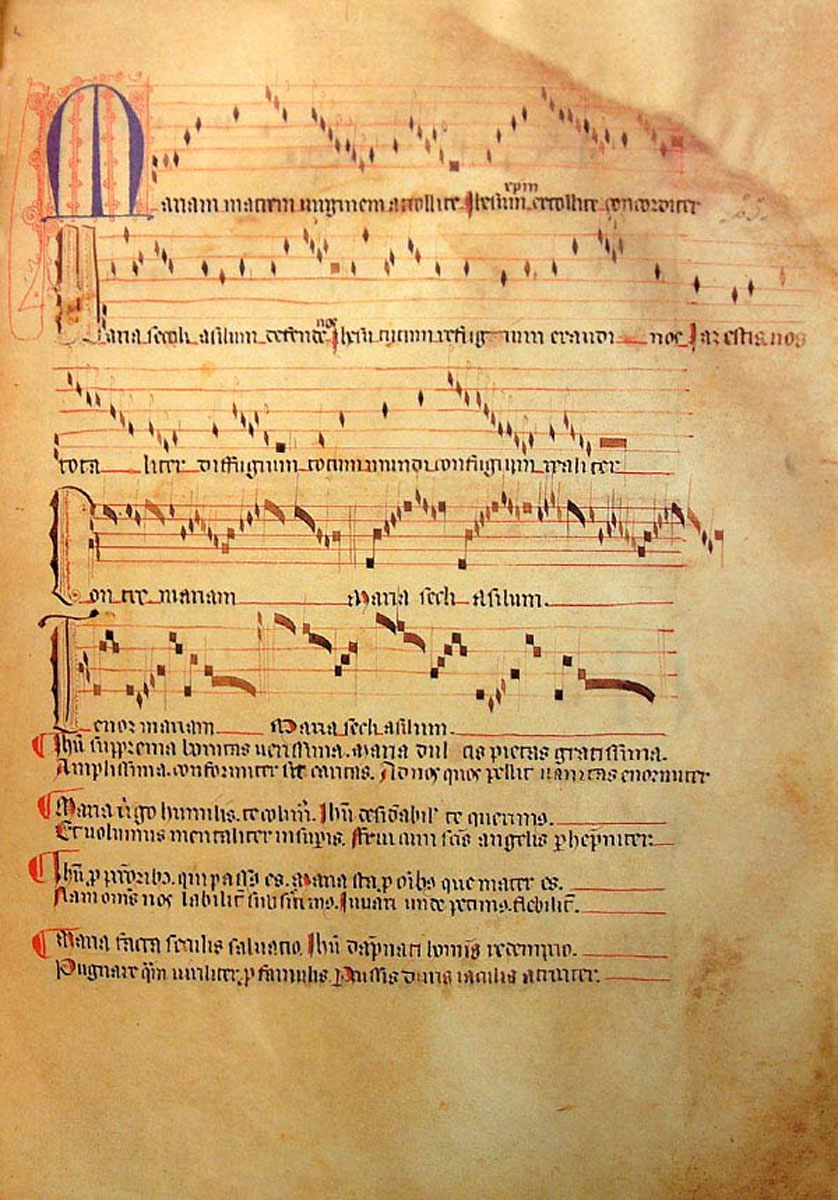
Una página del Llibre Vermell de Montserrat con el himno Mariam matrem virginem.

En este periodo y en el de su antecesor, Juan I de Aragón, autor de un rondel a tres voces y un gran aficionado de la música, tenía una capilla de veinte instrumentistas en la corte; el Ars nuevo tuvo una magnitud desconocida en el resto de la Península. El motivo fue la influencia que tuvo en tierras catalanas el músico y compositor francés Guillaume de Machaut. En el siglo XIV destacó el músico Jacomí (Jacob Senleches), que compuso un Planctus a dos voces con motivo de la muerte de Leonor de Castilla (1307-1359), como se dice en manuscritos franceses e italianos.
En cuanto a los tratados de teoría medieval, hay que mencionar De canendi scientia, un compendio de la polifonía europea del siglo XII al XIV; De cantu organico (XIV), y otro tratado del siglo XV escrito en catalán y conservado en la Biblioteca Capitular Colombina. Sin embargo, el más relevante de esta época es un códice copiado a finales del siglo XIV: el Llibre Vermell de Montserrat. Este códice es un ejemplo paradigmático de la música religiosa de carácter popular en Cataluña y marca el paso de la Ars antiqua a la Ars. Además, incluye los únicos ejemplos de danzas sagradas conservadas en Europa.
El azar salvó este libro, que fue bautizado con el nombre de Vermell ('Rojo') por el color de las cubiertas, del incendio y el saqueo de 1811 de la guerra napoleónica, puesto que en aquel momento se encontraba en manos del presidente de la Real Academia de Buenas Letras de Barcelona. Este códice misceláneo, acabado de copiar en 1399, contenía melodías dedicadas a los peregrinos. De las diez piezas dedicadas a la Virgen María, nueve son cantos: siete tienen texto latino y dos catalán; dos son cánones, cuatro son a una voz, dos a dos y uno a tres, y figuran cinco balls rodons ('bailes redondos'), una modalidad de danza documentada en varios países europeos. La última, Ad mortem festinamus, es una danza de la muerte.
La música de los trovadores era poesía cantada que se transmitía por tradición oral, y algunas de las melodías fueron recopiladas en cançoners durante el siglo XIV. Tal como explica Martín de Riquer, se han conservado alrededor de doscientas obras –con música hay trece (ocho canciones se conservan en el Cançoner Provenzal R (siglo XIV); en Ponç d'Ortafà, y cuatro provenzales anónimas se guardan en San Juan de las Abadesas)–. Tan solo una veintena de trovadores eran de origen catalán. Uno de los primeros trovadores conocidos con nombre catalán fue Berenguer de Palol, del cual se conservan nueve canciones en occitano de temática amorosa. De estas doscientas obras que han logrado sobrevivir, ciento veinte corresponden a Cerverí de Girona y treinta y una a Guilhem de Berguedan.
A Guillem de Cabestany (?-1212) lo hicieron famoso escritores como Petrarca, Boccaccio o Stendhal, que difundieron la leyenda de este mártir de amor. El trovador catalán estuvo enamorado de Saurimonda. A su marido, Ramon de Castell-Rosselló, lo mató en un ataque de celos y dio el corazón como comida a la dama que, al saber qué había tragado, se suicidó.
Los trovadores catalanes se inspiraban en los homólogos provenzales. De hecho, el provenzal era la lengua galante en la que se escribían los poemas. Habitualmente, los trovadores, que eran los autores de los poemas, ni recitaban ni cantaban sus creaciones, sino que de eso se encargaba un juglar. Estos intérpretes medievales actuaban en la corte y eran absolutamente fieles al texto –difícilmente podían improvisar unos poemas con una gran complejidad métrica– y usaban músicas más elaboradas que los juglares de gesta. La consideración social del juglar que, al final de la época medieval recibió el nombre de ministril, aumentó hasta el punto que fue calificado de servidor de la corte.

## Renacimiento

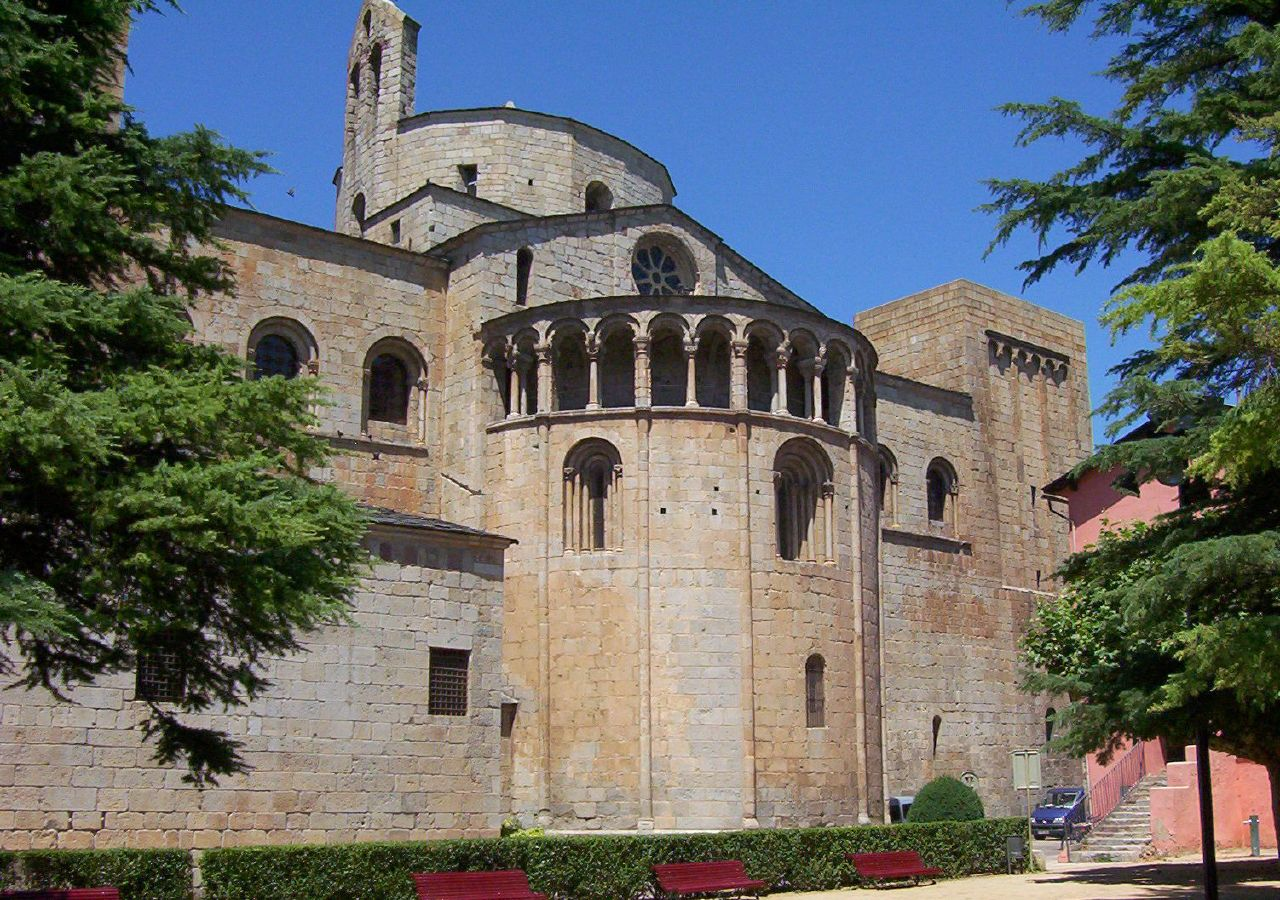
Durante el Renacimiento los maestros de capilla, como los de la Seo de Urgel, tuvieron un papel destacado en la creación musical catalana.

El movimiento literario y humanístico de la nobleza y del alta burguesía de la Italia del siglo XIV dio como fruto el madrigal, la primera forma poética musical. Los primeros madrigales catalanes fueron obra de Pere Alberch Vila, que los denominó odas. Si los autores italianos buscaban textos cultos de Boccaccio y Petrarca, los compositores Vila y Joan Brudieu tenían a Ausiàs March como modelo.
El madrigal tuvo todo el protagonismo polifónico durante el siglo XVI. Tan solo tenía como rival las ensaladas, obras de carácter popular que tuvieron mucho de éxito, como diversión para cortesanos, en la península ibérica durante el Renacimiento. Esta música polifónica de estilo madrigalesco, formada por motivos heterogéneos con un carácter festivo y humorístico, recibe el nombre de ensalada por la variedad de idiomas y de estilos que combina. Mateo Flecha el Viejo, Mateo Flecha el Joven, Pere A Vila y Bartomeu Càrceres cultivaban este género.
Unos años antes, en cambio, la música profana pasó por tiempos complicados. El motivo es que la corte, hasta entonces estable con Fernando II de Aragón, desapareció de las principales ciudades del reino catalano-aragonés. Con la muerte del monarca, el 1516, también se extinguió la capilla real. Muchos músicos catalanes se fueron a otros países, mientras que otros se tuvieron que dedicar a la música eclesiástica. Además, la nobleza había prescindido del mecenazgo. Muchas de las obras manuscritas de los maestros de capilla y organistas de los centros más relevantes de Cataluña se perdieron. 
La música para viola de mano, en cambio, no tuvo continuidad en Cataluña; la guitarra consiguió más aceptación y el 1586 se publicó el primer método a cargo de Juan Carlos Amat.
Durante el siglo XVI fueron imprimidos en Barcelona tres únicas compilaciones polifónicas: Los madrigales de Pere A. Vila; los motetes (1584) de Nicasi Zorita, maestro de capilla de Tarragona; y los madrigales (1585) que compuso Joan Brudieu.
Tres autores sobresalieron durante el siglo XVI: Mateo Flecha (Prades, 1481 - Poblet, 1553) fue maestro de capilla de la catedral de Lérida (1523) y profesor de música (1544-48) de las infantas de España, Maria y Juana, hijas de Carlos I. Entre el 1523 y el 1533, y el 1539 y el 1544 probablemente estuvo vinculado a algún centro musical de Valencia. Autor de una única obra litúrgica, un Miserere –manuscrito 587 de la Biblioteca de Cataluña–, su principal aportación son las ensaladas a 4 y 5 voces sobre textos latinos, catalanes, castellanos, franceses e italianos, publicadas por su sobrino Mateo Flecha el Joven. Las más destacadas son El fuego y La bomba. El estilo de este compositor catalán se caracterizaba por el sentido cómico y teatral, la variedad melódica y la diversidad de idiomas en una misma pieza. El 1955, Higinio Anglés publicó un estudio paradigmático sobre los Flecha.
Mateo Flecha el Joven (Prades, 1530 - Sant Pere de la Portella, 1604), después de ser mozo de capilla de la corte de Carlos I, y formarse con su tío y con Bartolomé de Escobedo, probablemente residió en Italia. Posteriormente fue cura de la emperatriz María de Habsburgo y fue nombrado más tarde cantor de la capilla imperial de Maximiliano II de Habsburgo. Visitó la península ibérica en 1570, 1581 y 1586, con el fin de reclutar cantantes para esta capilla.
El emperador Rodolfo II lo nombró abad de Tihany, en Hungría, y el 1599 Felipe III le otorgó el cargo de abad del monasterio de la Portella. En Venecia publicó el 1º libro de madrigali a 4 et 5 (1568), que contiene 31 madrigales, y en Praga, el 1581, hizo imprimir tres libros de música polifónica: el Libro de música de punto, que se ha perdido; Divinarum completarum psalmi, que ha llegado incompleto, y Las ensaladas, dedicadas a Juan de Borja. En este libro figuran ocho ensaladas de Flecha el Viejo, tres de Flecha el Joven (La feria y Las cañas, a cuatro voces, y Ben convene Madona, a cinco voces); dos de Pere A. Vila; una de Càrceres y una de Xacón. Dentro de su producción destaca también Armonía a 5, para cinco instrumentos de cuerda, y un Miserere a 4 voces.
El tercer nombre que sobresale en el siglo XVI es el de Joan Brudieu, de origen occitano, a pesar de que residió prácticamente toda la vida en Cataluña. Desde 1539 fue cantor de la catedral de Urgel, donde lo convirtieron sacerdote en 1546. En 1548 fue nombrado maestro de capilla de por vida. El 1578 fue nombrado también maestro de capilla de Santa María del Mar, en Barcelona, y el 1579 volvió a la Seo de Urgel, donde residió hasta que murió, el 1591. Publicó una colección: De los madrigales del muy Reverendo Joan Brudieu Maestro de capilla de la Sancta Yglesia de la Seo de Urgel, a cuatro bozes. (1585). Entre las composiciones más destacadas figuran madrigales con textos de Ausiàs March y una misa de difuntos.

## Barroco

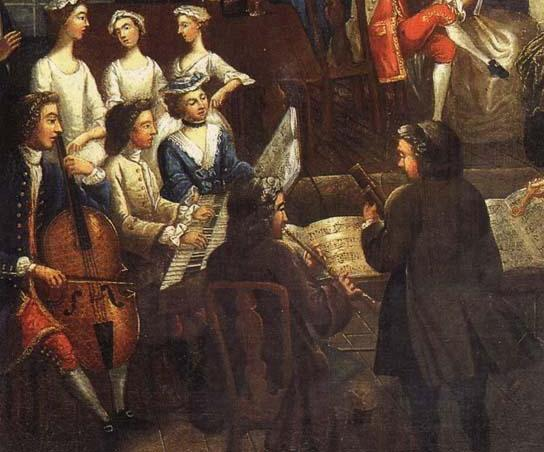
Trío barroco tocando una sonata.

El barroco musical, de influencia italiana, concretamente de la Camerata Florentina, llegó a Cataluña en unos momentos de crisis política, económica, por las dificultades que vivía el comercio catalán con América, y demográfica, que finalmente se resolvió con la inmigración occitana.
A finales del siglo XVII, cuando la agricultura, el sistema gremial y la burguesía de tipo mercantil en las ciudades se convirtieron en modelos de la sociedad, la situación comercial mejoró. Estos cambios de modelo social, sin embargo, repercutieron directamente en la música. Sin corte y sin casas de la nobleza, la música tan solo podía ejercerse en el ámbito religioso. Las obras profanas polifónicas, tan célebres en el Renacimiento, y de música de cámara, dieron paso a una música vinculada estrechamente con la iglesia.
La influencia de compositores de la escuela romana y el estilo polifónico de Palestrina, así como las obras de los autores castellanos, de más simplicidad, influyeron en la producción musical catalana. Los compositores usaron con diferencia el órgano, destacando autores como Joan Baseia, Gabriel Manald o Joan Verdalet en Gerona. 
La música instrumental en Cataluña durante el siglo XVII iba un paso atrás de la producida en Europa. Sin embargo, con la Paz de los Pirineos, llegó una etapa de mayor consolidación y de mejora económica. El repertorio organístico empezó a incluir obras destacadas, que van más allá de una finalidad litúrgica y que llevan el sello personal de un autor. Joan Baseia, organista de la catedral de Vich; Rafael Crest, organista del convento de Sant Agustí Vell; Francesc Espelt, maestro de capilla de la sede de Manresa; y Gabriel Menalt, organista de Santa María del Mar de Barcelona, destacan especialmente.
Las obras eran más innovadoras y originales y, incluso, experimentales en el campo armónico. Además, Josep Lluís Gargallo, maestro de capilla de la catedral de Barcelona entre el 1667 y el 1682, es autor de los dos primeros oratorios de toda la península ibérica.

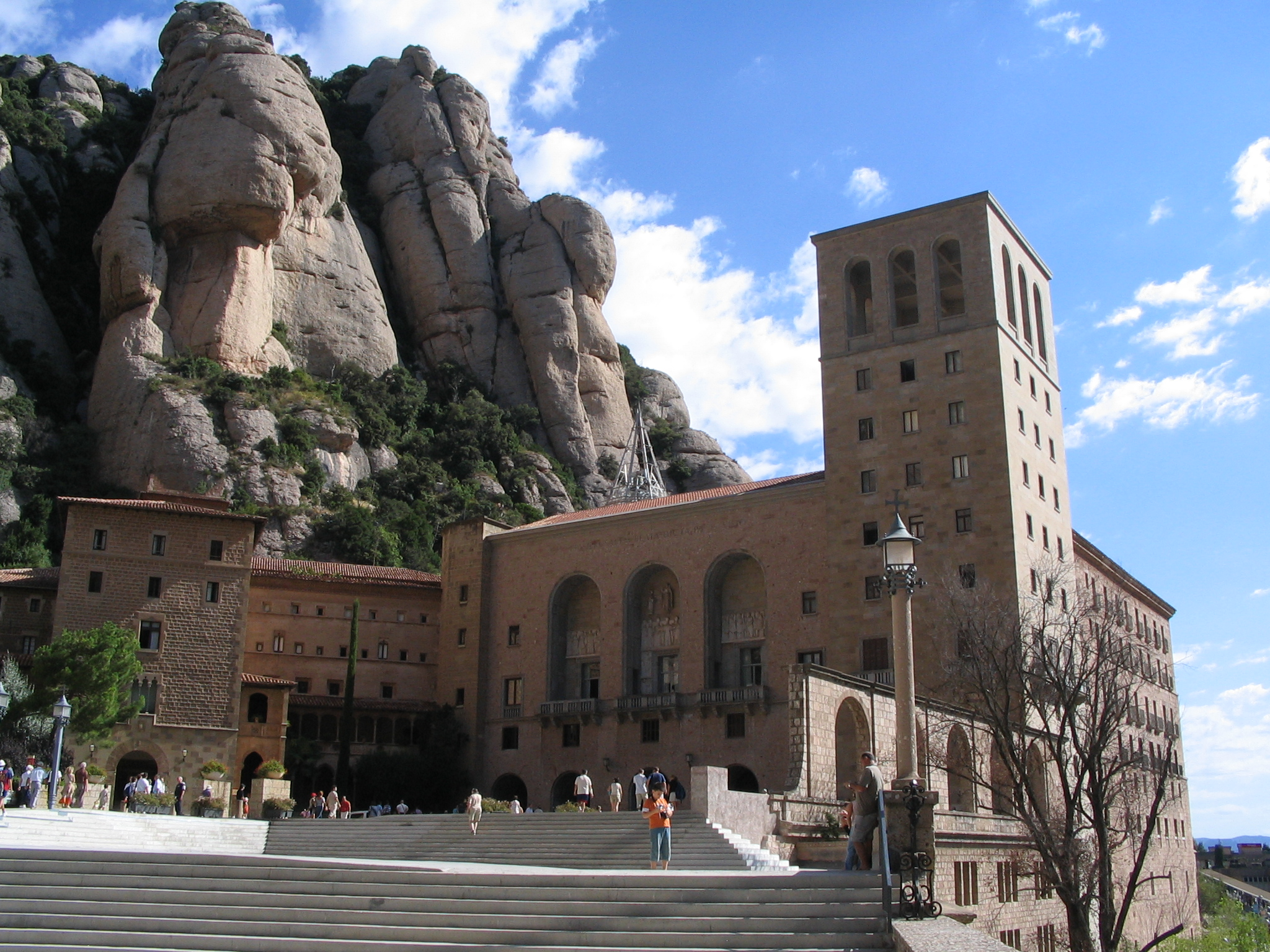
El Monasterio de Montserrat fue un centro musical en Cataluña durante el periodo barroco, con monjes destacados como Joan Marqués, Dídac Roca, Joan Romanyà o Joan Baptista Rocabert.

Un centro musical que brilló por encima de todos en Cataluña fue la abadía de Montserrat, que se abrió a las corrientes italianas y francesas. Entre un largo listado de nombres, destacan los monjes Joan Marqués, Dídac Roca, Joan Romanyà o Joan Baptista Rocabert. Pero, entre todos ellos, el que ha disfrutado de más popularidad es Juan Cererols. Entró como noviciado el 1636 y se formó en humanidades y teología moral. Tras pasar un tiempo en el monasterio benedictino de Montserrat de Madrid, volvió a Montserrat, donde fue nombrado maestro de capilla, un cargo que ejerció durante treinta años. De 1658 a 1680 fue director de la Escolanía. Su obra, además de legar piezas de gran originalidad (entre las cuales figuran misas y villancicos), estuvo dedicada a la docencia, en parte por su inmensa capacidad para tocar instrumentos (órgano, clavecín, arpa, archilaúd, violone y trompeta marina).
Su producción de música religiosa comprende obras como oratorios, misas, completas, vísperas, lamentaciones, letanías, motetes, antífonas, en un estilo básicamente polifónico que lo emparenta con Tomás Luis de Victoria. Autores como José Ferrer y Pau Marquès, en la Seo de Urgel, o Marcià Albereda y Josep Reig, en Barcelona, o el tarraconense Isidre Escorihuela, en Tarragona, también dejaron un legado de obras religiosas.
Otra figura que destaca de este periodo es Juan Pablo Pujol, que sobresalió por su obra contrapuntística tendida por toda España. Nacido en Mataró el 1570 y muerto en Barcelona el 1626, Pujol fue nombrado maestro de capilla de la catedral de Tarragona en 1593, un cargo que ocupó tres años después en la basílica de Pilar de Zaragoza El 1612 se convirtió en maestro de capilla de la catedral de Barcelona. La estrecha vinculación con la iglesia marcó una producción dedicada casi exclusivamente a obras sacras. Como en el caso de otras figuras de la época, su redescubrimiento se produjo gracias a la tarea musicológica de Felipe Pedrell. La influencia de Pujol no hay que buscarla solo en Cataluña. Figura imprescindible de la música polifónica española, es un autor de transición entre el estilo renacentista de Cristóbal de Morales, Tomás Luis de Victoria o Francisco Guerrero y el nuevo estilo barroco de Mateo Romero o Juan Bautista Comes.
Construía la producción, de cierta influencia italiana, sobre un cantus firmus gregoriano y edificaba espectaculares edificios sonoros. Con una producción muy extensa, Pujol deja un legado en el cual se incluyen cuatro Laudate Dominum, salmos ricos en el arte de la variación vocal sobre el cantus firmus litúrgico, dos Laudate pueri Dominum Dixit Dominus, cuatro Beatus vir, cuatro Credidi, cuatro Cum invocaremos, cuatro In te Domine speravi, cuatro Qui habitat, cuatro Ecce nunc, varios himnos, dieciocho villancicos con texto castellano y una treintena de composiciones polifónicas de carácter profano. También dejó una misa ‘pro defunctis', para ocho voces, y otras misas con un gran dominio de la escritura contrapuntística.

## Clasicismo

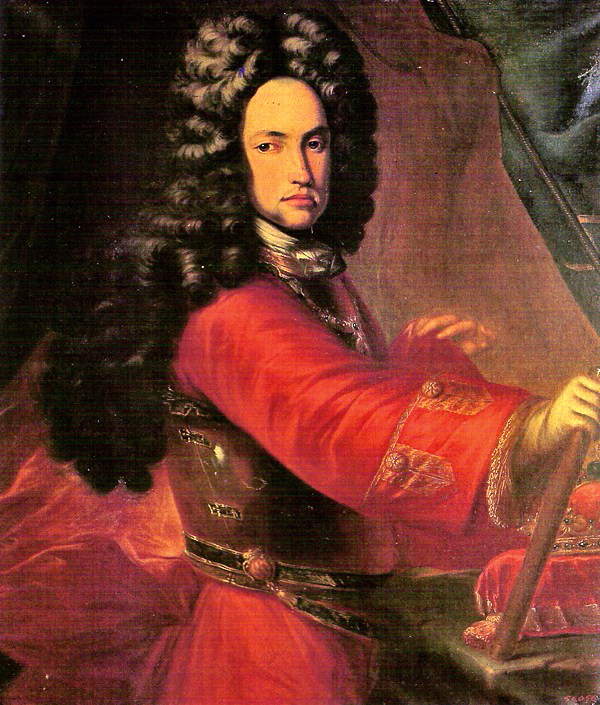
Carlos VI de Austria facilitó la llegada a Cataluña de nuevas músicas y compositores.

La corte barcelonesa de Carlos de Austria (1705-1711) durante la guerra de Sucesión facilitó la llegada a Cataluña de nuevas músicas y compositores. La influencia de estas nuevas corrientes se hizo evidente después de la posguerra, cuando el estilo barroco estaba a punto de extinguirse y surgía con fuerza la estética galante precursora del clasicismo. A partir del 1750, con temporadas de ópera estables en Barcelona, algunos compositores se atrevieron a competir con las producciones italianas. Domingo Terradellas (1713-1751) estrenó principalmente en Italia, pero Josep Duran (1726-1802), formado como Terradellas en Nápoles, estrenó en el Teatro de la Santa Cruz de Barcelona entre el 1760 y el 1762. También dejaron producción operística Carles Baguer (1768-1808) –más importante en el campo de la música sinfónica– y el guitarrista Fernando Sor (1778-1839). A pesar de la afección del público por el arte lírico italiano, no fue hasta Ramón Carnicer (1789-1855) que encontramos un compositor catalán dedicado a la ópera de manera plena y continuada.
La opéra comique francesa vivió la época dorada a comienzos del siglo XIX en Barcelona y Gerona, pero nunca llegó a lograr mucha popularidad. Si Terradellas fue una figura básica de la evolución de la ópera italiana, catalanes como Luis Misón (1727-1766) o Manuel Pla (+1766) tuvieron un papel crucial en la música teatral de tradición hispánica. El más destacado, sin embargo, fue Pablo Esteve (c.1730-1794), autor de tonadillas y zarzuelas de gran éxito en el Madrid de su tiempo.
En la música religiosa se mantuvo la dualidad de estilos heredada del barroco: la línea más popular evolucionó desde el villancico hasta la cantata y el oratorio –muy ligado a la ópera, pero con textos generalmente en castellano–, mientras que la música litúrgica en latín abandonó definitivamente las estructuras de motete para adoptar formas en varios movimientos y con solistas y orquesta.
La Escuela de Montserrat, con maestros de capilla que se mantenían al día de las tendencias del tiempo, marcó el estilo de la composición religiosa en todo el país. El primer renovador fue Josep Antoni Martí (1719-1763), muy formado en el estilo barroco tardío italiano y autor de lamentaciones a solo y un emotivo Stabat Mater. Los discípulos Anselmo Viola (1738-1798) y Narcís Casanoves (1747-1799) fueron los principales compositores de la etapa plenamente clásica, con misas, salmos, responsorios y otra música litúrgica en latín compuesta con coros, arias, dúos y tríos y orquesta. Entre los epígonos de la escuela montserratina del clasicismo hay que mencionar Josep Vinyals (1772-1825), Benet Brell (1786-1850) y Jacint Boada (1772-1859), que refundaron la escolanía de música después de la destrucción del monasterio en los años 1811-12.
Otros centros religiosos catalanes también produjeron música de acuerdo con los estilos de la época. Maestros de capilla como Josep Carcoler (1698-1776) en Olot o Joan Pusalgues (1690-1770) en San Juan de las Abadesas ilustran el paso del barroco al clasicismo. El mencionado Duran fue uno de los principales partidarios del estilo italiano en la música de iglesia, mientras que Baguer, de quien hay que destacar los últimos grandes oratorios, fue el más inmerso en el estilo clásico. Otros compositores de música religiosa fueron Emmanuel Gònima (1712-1792), Francisco Juncà (1742-1833) y Jaume Balius (1785-1822), de la catedral de Gerona, o Joan Rossell (1724-1780) en la de Tarragona. La sede de Lérida, destruida durante la guerra de Sucesión, no tuvo compositores importantes hasta Francisco Andrevi (1786-1853).
En la música para teclado (órgano, clavecín y piano, a menudo intercambiables), las formas barrocas del XVII coexistieron con la nueva sonata. El líder visible de la pléyade de clavecinistas catalanes fue Antonio Soler (1729-1783), formado en Montserrat y maestro de capilla del Escorial. Con más de ciento treinta sonatas, desarrolló el estilo de Domenico Scarlatti y fue uno de los primeros en estructurarlas en obras de tres o cuatro movimientos a partir del 1777. Entre los precursores, contemporáneos y epígonos hay que mencionar organistas de diferentes lugares del país que cultivaron indistintamente el estilo moderno (sonatas y tocatas) y el tradicional (tientos, pasos y fugas): Francesc Mariner (1720-1789), Anton Mestres (+1786) y Joan Vila (1711-1791) en Barcelona, o Josep Gallés (1758-1836) en la catedral de Vich. En Montserrat sobresale Felip Rodríguez (1760-1815), pero Viola y Casanoves también compusieron sonatas y pasos para órgano o clave. Una vez más, Baguer fue el mejor representante de la línea clásica europea. De Freixenet o Cantallops, autores de sonatas binarias exitosas y divulgadas, no tenemos datos hoy por hoy.

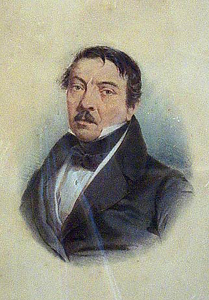
Ramón Carnicer y Batlle

En el campo orquestal, las sinfonías tempranas de Josep Fàbrega o Francesc Parera siguen el estilo de la sinfonía avanti l'opera napolitana y no se diferencian mucho de las aperturas coetáneas de Reixach, Pla o Duran: obras para pequeña orquesta, brillantes, en tres movimientos y con desarrollos breves. El estilo de la sinfonía clásica es cultivada por Baguer, que compuso doce en cuatro movimientos, con más desarrollo y de duración más larga.
Las sinfonías de inicios del siglo XIX (Fernando Sor, Mateu Ferrer, Josep Pons o Ramón Carnicer) se inclinaron, en cambio, por formas derivadas de la apertura rossiniana. En cuanto a la música concertante, los conciertos para uno o dos solistas y orquesta de los hermanos Joan, Josep y Manuel Pla se adscribieron a un estilo galante preclásico, mientras que los compuestos por Sor, Baguer o Anselm Viola a finales del XVIII participaron del estilo clásico europeo. Todas estas obras sinfónicas se interpretaban en conciertos públicos en los teatros o en salones privados (las dichas academias), pero también en las iglesias durante los actos religiosos solemnes (especialmente en las llamadas siestas) y siempre alternando con las obras de Haydn o de Ignace Pleyel, los autores de música instrumental más populares del clasicismo. 
Al final del barroco hubo violinistas, oboístas o flautistas que componían música de cámara. De los tres hermanos Pla han llegado más de cuarenta tríos y dúos para oboe, violín o flauta: obras amables y elegantes que se publicaron en toda Europa. Otras familias de intérpretes compositores fueron los flautistas Rodil (o Rodill), activos en Portugal, o los violinistas Rosquelles, de la corte de Madrid. Todos ellos compusieron obras para su instrumento, como también los violinistas Francesc Manalt (1710/15-1759) y Salvador Reixach (1720/30-1780) o el famoso flautista Luis de Misón. Antonio Soler fue el pionero de nuevas formas instrumentales con los quintetos para clavecín (o órgano) y cuarteto de cuerda (1776) o los conciertos para dos órganos solos, obras dedicadas a Gabriel de Borbón, el melómano hijo de Carlos III. Finalmente, si Soler ya se desata de la música con bajo continuo, el clasicismo pleno es representado por su discípulo José Teixidor (1750-1811), musicógrafo y organista de la capilla real y autor de cuartetos datados hacia el 1800.

## Romanticismo

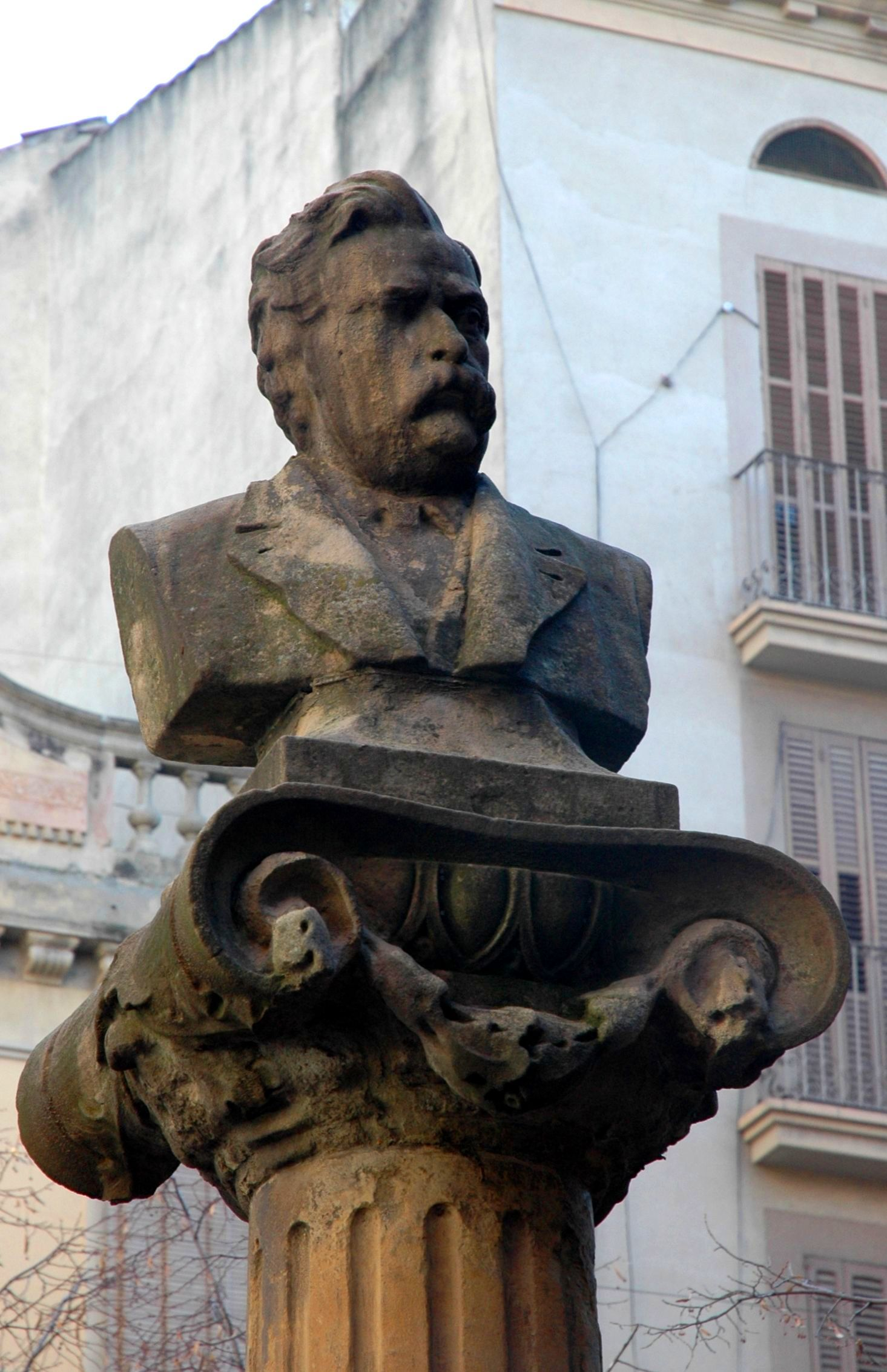
Monumento a Anselmo Clavé en la plaza dedicada de Manresa

El siglo XIX, musicalmente hablando, en Cataluña se inicia en la Abadía de Montserrat, el monasterio con más tradición musical de todo el país. Fue allí donde se formaron uno de los grandes músicos de la época romántica, Fernando Sor (1788-1839), que ingresó el 1790 como escolà y se formó musicalmente con el padre Anselmo Viola.
Cuando Sor i Muntades hizo el cambio de voz, tuvo que marcharse del monasterio. En Barcelona probó suerte con el género operístico y participó en el estreno de Il Telemaco nell'Aísla di Calipso (1797). Poco después, protegido por la duquesa de Alba, se trasladó a Madrid para ejercer de músico. Los ideales afrancesados lo llevaron a alistarse en el ejército napoleónico y, después de la guerra del Francés, se fue al extranjero. Fue, pues, fuera de nuestras fronteras, donde el músico catalán empezó una carrera musical bastante notable. El primer destino fue Londres, donde escribió música para ballets, y canciones y obras para voz y guitarra. En París, estrenó el ballet Cendrillon (La cenicienta) y en San Petersburgo compuso la música del ballet Hercule et Omphale (1826) para la coronación del zar Nicolás I. Sor i Muntades ya no volvió a Cataluña. Su vida transcurrió entre Rusia, Londres y París. Uno de los principales méritos fue el Método de guitarra, que lo convirtió en el principal pedagogo de guitarra de su tiempo, con una visión didáctica y concertística. 
La Cataluña del momento vivía un tiempo de incertidumbre por la situación económica y política. A pesar de que había muchos profesores de piano, los procesos de desamortización de bienes de la iglesia acabaron con el poder musical de los centros religiosos y con estos se extinguió buena parte de la música. El relevo aún no estaba preparado, porque la vida concertística no tenía aún ni suficiente relevancia ni suficiente constancia. De hecho, se reducía a los conciertos de cuaresma que completaban las temporadas estables de ópera. 
En este contexto fue bastante relevante la aportación de Anselmo Clavé (1824-1874) en la música popular. El legado de este músico catalán, que trabajó para que la música fuera una herramienta más para educar a los obreros, ha perdurado hasta nuestros días. En el siglo XIX, la situación de la clase obrera era muy precaria y Anselmo Clavé, con un espíritu redentorista, que se basaba en los ideales socialistas utópicos del momento, quería mejorarla. 
Para conseguirlo, el 1850 fundó el grupo La Fraternidad, una agrupación de hombres cantantes que ofrecían en los teatros del paseo de Gracia (llamado en ese entonces Riera d'en Malla) conciertos que cumplían una función recreativa y musical. El movimiento adquirió importancia en muy pocos años y el 1862 Clavé organizó un primer encuentro de entidades corales claverianas, que reunió miles de cantantes. El impulso que había cogido La Fraternidad alertó a las suspicacias de las autoridades, que empezaron a promover entidades alternativas como el Orfeón Barcelonés, dirigido por los hermanos Pere y Joan Tolosa. La rivalidad entre los dos movimientos llegó hasta el punto en que los hermanos Tolosa acusaron al movimiento claveriano de informal e inculto. Con el tiempo, sin embargo, la situación se decantó a favor de Clavé, vinculado al movimiento republicano y obrero. 
Como compositor, Clavé siguió las tendencias de la época escribiendo obras corales de carácter idílico, de temática de bosquete, como Les flors de maig, o narrativa de las tradiciones populares o rutinas laborales catalanas, como Els Xiquets de Valls y La maquinista, que tenían un aspecto poético del gusto de los cantantes y de los oyentes, con muchas vocalizaciones propias del canto popular. De la importancia del movimiento habla la riqueza y variedad de los coros claverianos en Cataluña y en todo el mundo, que promueven una manera de entender el canto coral como promoción de sociabilidad a través del canto y el compromiso de clase. 
Relativamente contemporáneo a Clavé fue Felipe Pedrell (1841-1922), padre de la musicología catalana y española, y compositor formado en su Tortosa natal con Josep A. Nin. A imitación de Clavé, que el 1862 había hecho escuchar en Barcelona, por primera vez en todo el estado español, una obra de Richard Wagner, el Coro de peregrinos del Tannhäuser, Pedrell presentó en el Liceo el 1868 una ópera de carácter wagneriano: L'ultimo abenceraggio, seguida de otra, Quasimodo (1875). Así, el músico tortosino se daba a conocer como una defensora artimaña de las novedades wagnerianas. Una pasión que también dejó plasmada en artículos en defensa del músico germánico. 
Pedrell animó muchas publicaciones musicales como el Salterio Sacro-Hispano, Hispaniae Schola Musica Sacra, las Notas Musicales y Literarias, el Teatro lírico español anterior al siglo XIX o La Ilustración Musical Hispano-Americana, que buscaban recuperar obras religiosas olvidadas o fomentar el conocimiento de la historia de la música entre los lectores. En este sentido fue muy importante su aportación al descubrimiento de la obra de Tomás Luis de Victoria con el Sudo Opera omnia (1902-1913). 
Como compositor, Pedrell intentó de muchas maneras lograr el éxito con obras como Els Pirineus, estrenada en el Liceo el 1902 e inspirada en un texto de Víctor Balaguer, a imitación de las complejas producciones wagnerianas, pero sin su capacidad de difusión internacional. Aun así, la valiente lucha por la defensa del patrimonio musical en todos los ámbitos, entre los cuales también el de la música popular presente en la publicación del Cancionero musical popular español, dio frutos en una escuela de composición. Autores tan notables como Isaac Albéniz, Enrique Granados, Enric Morera o Roberto Gerhard, que le dedicó la obra Cançoner de Pedrell, siguieron sus pasos. Además, Pedrell fue uno de los impulsores del nacionalismo musical catalán con la publicación de Por nuestra música (1891), en que manifiesta su ideario de defensa de los valores musicales propios. 
El nacionalismo musical impulsó a los creadores del momento a escribir obras sobre temas populares catalanes o bien a promover iniciativas de recolecta de repertorios populares extendidos por la geografía catalana, como Obra del Cançoner Popular Català, que la Fundación Rabell inició el 1920.

## Modernismo

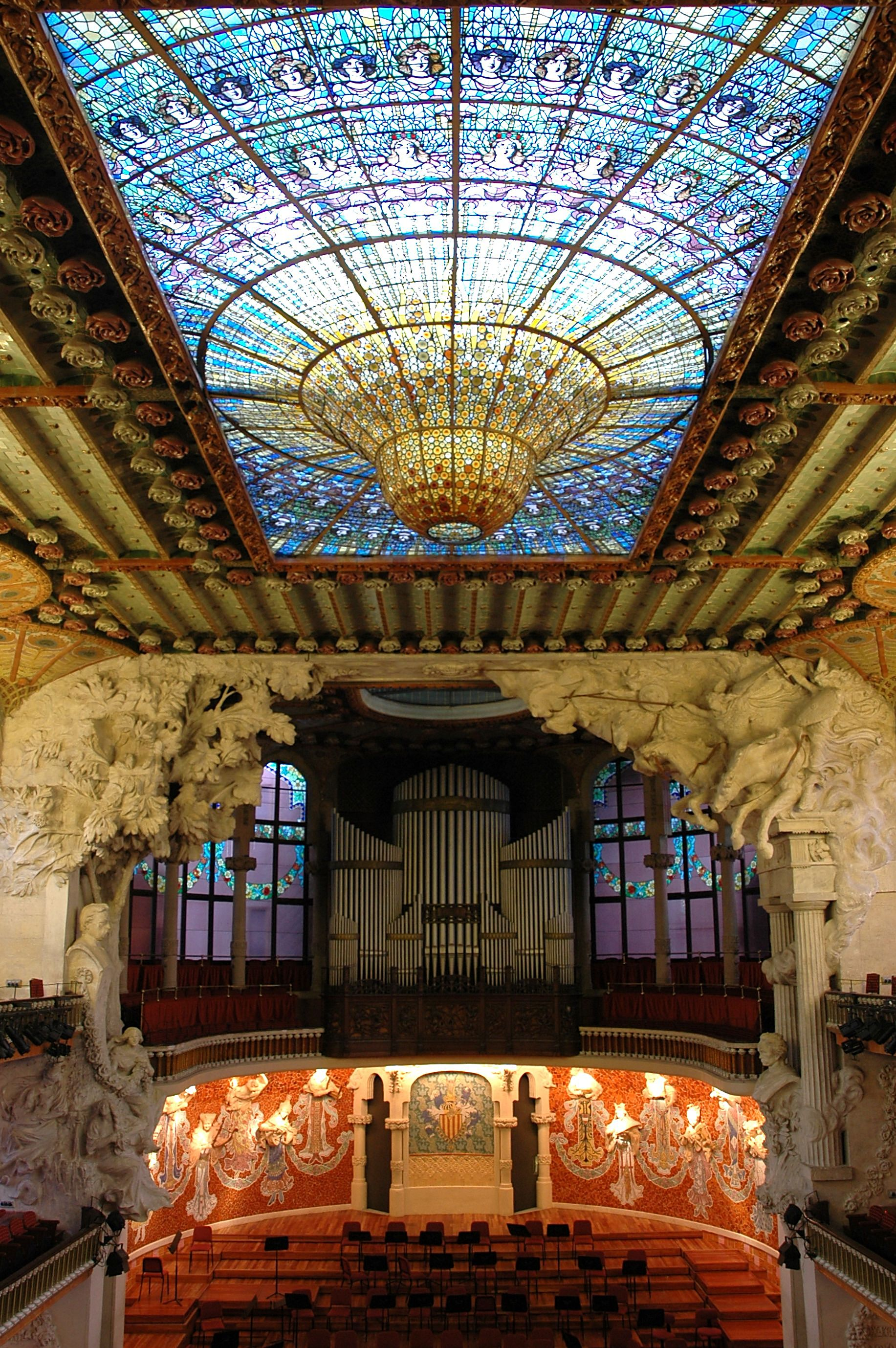
Palacio de la Música Catalana

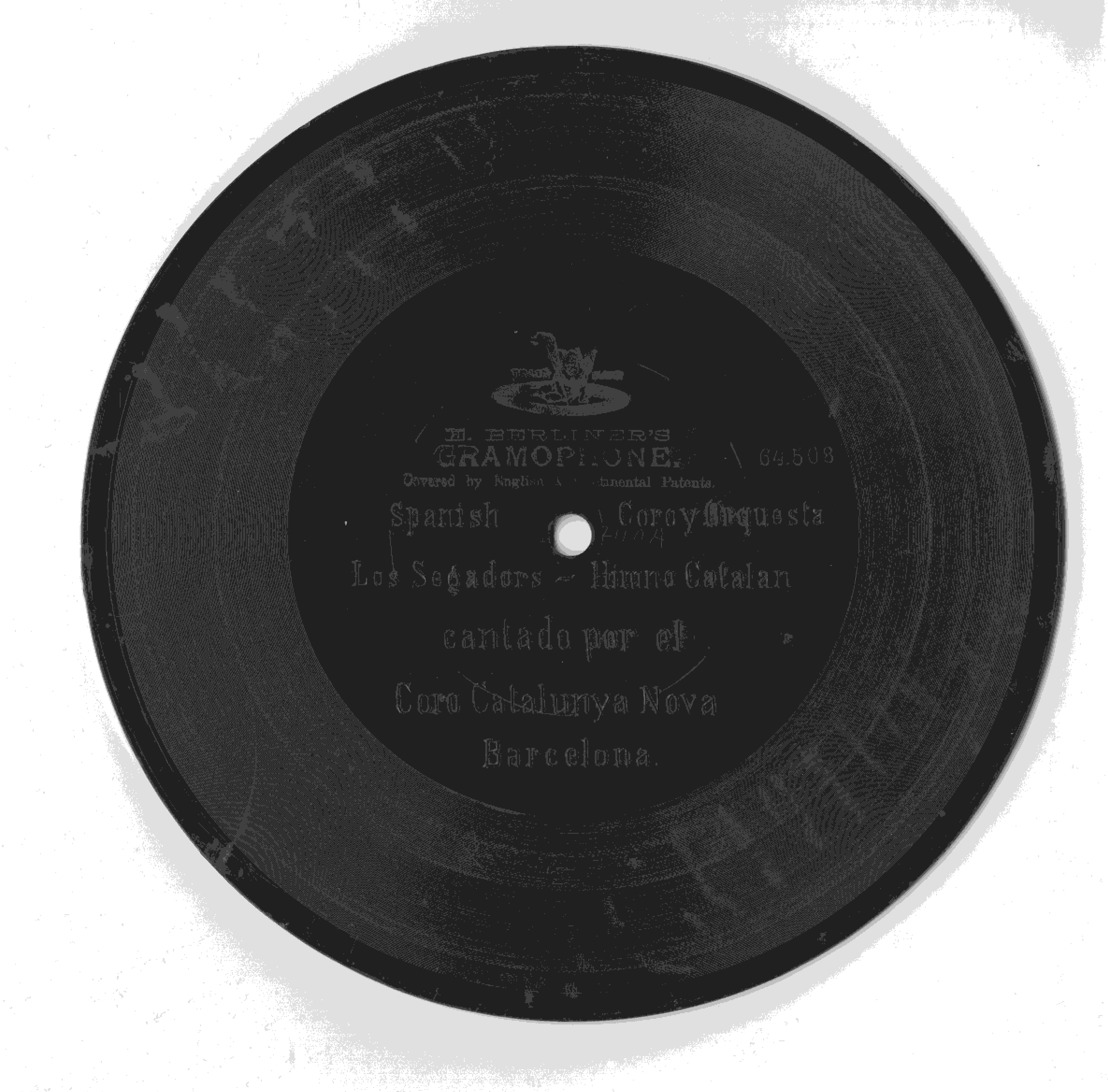
Disco de goma laca (disco de piedra de 70 rpm) con Els Segadors. Fons Joan Manén del Museo de la Música de Barcelona.

El movimiento modernista rompió con la estética italiana que impregnaba cualquier manifestación musical en la Barcelona del siglo XIX. La referencia cultural era otra: el norte de Europa y, en concreto, Alemania y uno de sus compositores más conocidos: Richard Wagner. Músicos como Clavé y Antoni Nicolau introdujeron al compositor alemán en Cataluña durante la segunda mitad del siglo XIX. La música de Wagner se podía sentir en los principales escenarios operísticos de Barcelona. El público del Teatro Principal y, a partir del 1845, del Gran Teatro del Liceo, podía escuchar unas óperas que supusieron una auténtica revolución artística y que exaltaban la identidad catalana.
El movimiento modernista era hijo de una nueva realidad económica y social. La revolución industrial había despertado la conciencia obrera a través del movimiento orfeístico que encabezaban Anselmo Clavé y Antoni Nicolau. Este hecho marcó el inicio de una nueva corriente estética en el campo musical que estructuraría toda la creación y la interpretación que se hicieron en Cataluña hasta la década de los veinte del siglo XX. 
El término modernista no se puede desatar del sentimiento catalanista surgido de la Renaixença El referente del modernismo musical fue el espíritu nacionalista que en la época se promovía desde el centro de Europa y que buscaba en las raíces populares su expresión máxima. Era el marco idóneo para que la canción catalana pudiera desarrollarse. 
Otra de las figuras más representativas del estilo musical modernista fue Enric Morera i Viura. Morera es el músico que enlazó la música catalana con los movimientos musicales de Francia y Bélgica. Su paso por el Conservatorio real de Bruselas supuso la introducción de la música de César Franck en Cataluña y, con él, de la corriente francobelga. Esta influencia, junto con el espíritu wagneriano, que impregnó la sensibilidad musical de la época, originó una identidad musical que, a través del movimiento orfeístico iniciado por Clavé, encontraba en la canción coral su manifestación más profunda. 
La obra de Morera, interpretada por su coral Catalunya Nova, se convirtió en el máximo símbolo de la música del modernismo y, por lo tanto, de la música que plasmaba la esencia de Cataluña. Su participación en las Fiestas Modernistas, que organizaba Santiago Rusiñol en Sitges, también forma parte de la memoria histórica musical. 
La vitalidad del movimiento orfeístico en Cataluña durante el modernismo dio sus frutos. Uno de ellos, el Orfeón Catalán, fundado el 1891 por Amadeo Vives y Lluís Millet, todavía perdura. Junto al Orfeón Catalán, también hay que tener en cuenta la existencia otros orfeones importantes de la época como el Orfeón Gracienc de Joan Balcells y el Orfeón de Sants de Estanislau Mateu. 
El 1909, el padre de la arquitectura modernista, Lluís Domènech i Montaner, construyó uno de los edificios más emblemáticos de Cataluña: el Palacio de la Música Catalana. Este espectacular edificio se convirtió en la sede del Orfeón Catalán y fue la principal sala de conciertos de Barcelona durante todo el siglo XX. Es todo un símbolo y destila el ideario artístico musical del modernismo: el conjunto estatuario que decora la boca del escenario, con la chica y el salce, rinde homenaje al busto de Clavé, casi confrontado al de Beethoven. La parte derecha del escenario culmina con uno de los grandes referentes de este movimiento musical y artístico: la cabalgata de las Valquirias wagnerianas que modeló Pablo Gargallo. 
El compositor y musicólogo Felipe Pedrell (Tortosa, 1841 - Barcelona, 1922) fue uno de los grandes impulsores del movimiento de recuperación de la música popular y antigua. Pedrell es considerado el padre de la ciencia musicológica en Cataluña y ejerció una gran influencia en las personalidades más importantes del siglo. Además de Pedrell, otros músicos emprendieron la tarea de recuperación del patrimonio musical. Es el caso de Francisco Alió, que escribió la música del himno de Cataluña, Els Segadors. Dos otras figuras musicales capitales del modernismo con vocación universal son el pianista y compositor Isaac Albéniz y Enrique Granados.

## SigloXX

### Compositores

#### Vanguardias

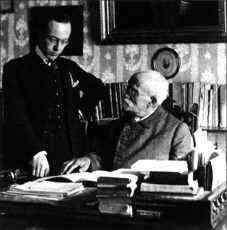
Felipe Pedrell con Roberto Gerhard (de pie).

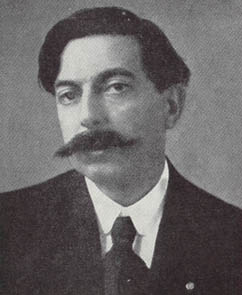
Enrique Granados

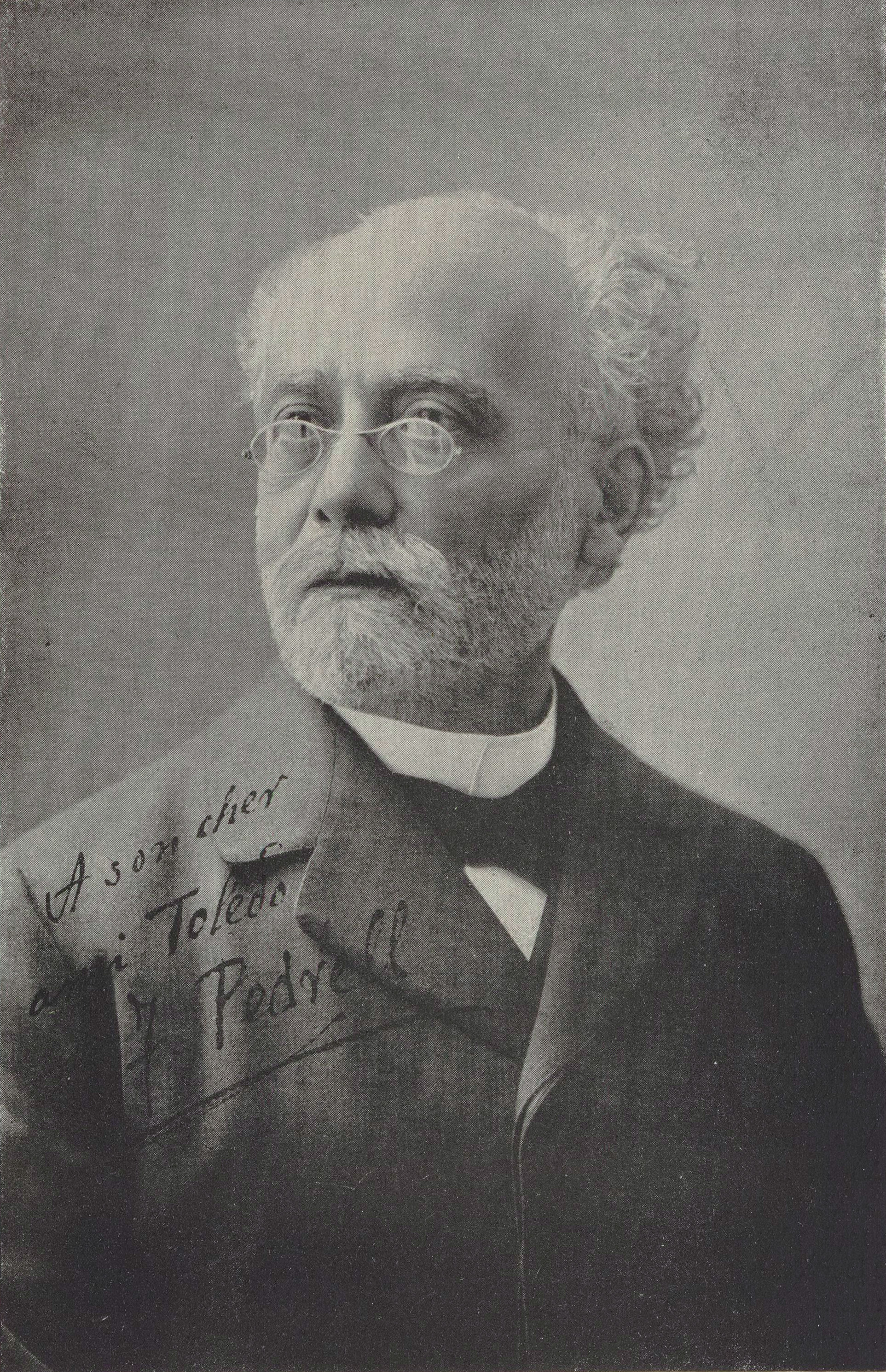
Felipe Pedrell

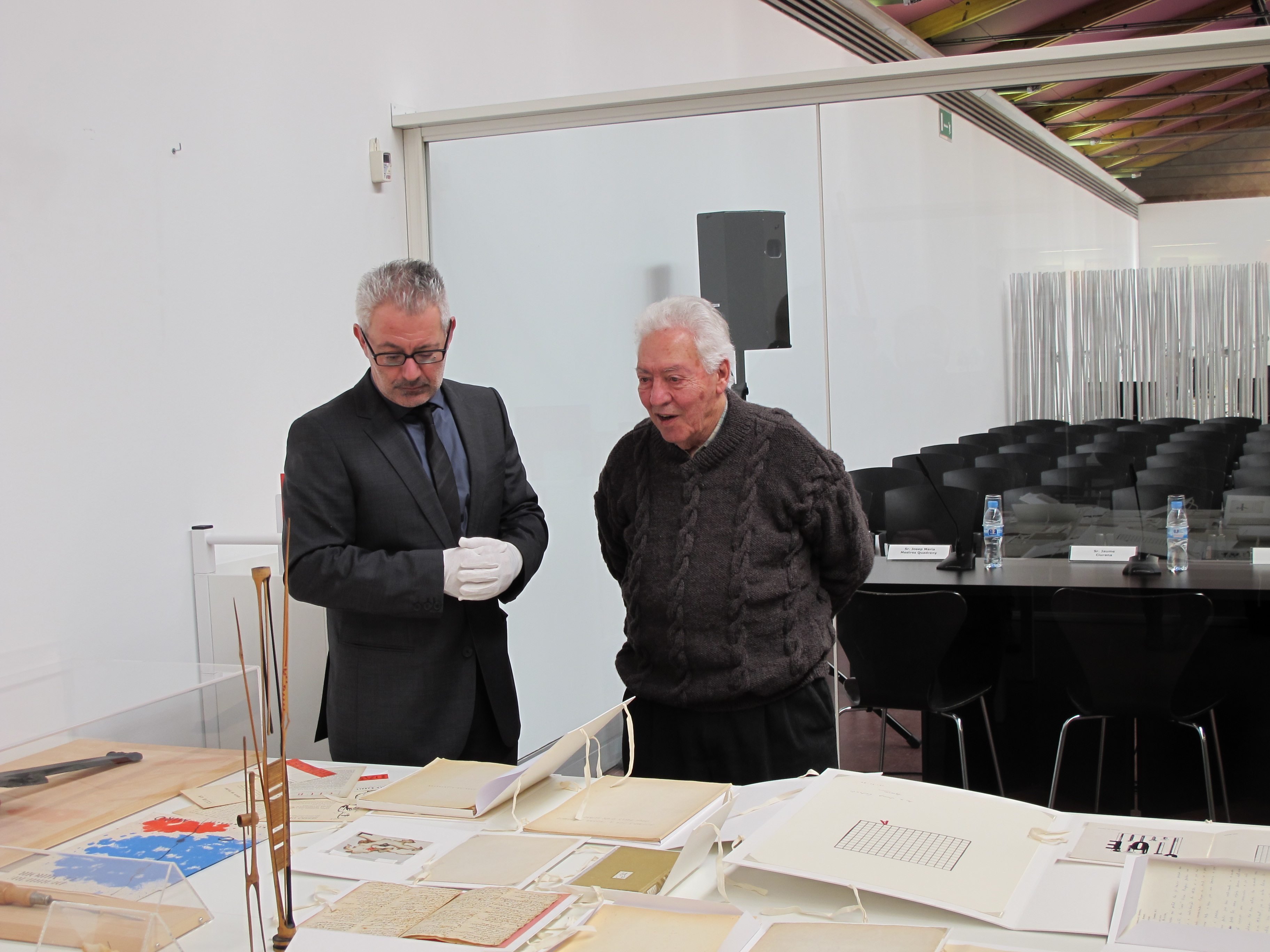
Josep Maria Mestres Quadreny con Bartomeu Marí en el MACBA.

El espíritu de vanguardia que marcó la creación musical de todo el siglo XX se inspiró en la segunda escuela de Viena, representada por Arnold Schönberg, Alban Berg y Anton Webern, y sus nuevos presupuestos armónicos sistematizados con el dodecafonismo. El compositor Roberto Gerhard fue el introductor de esta corriente nueva y la figura más paradigmática del golpe que supuso la guerra civil española para la vida musical de Cataluña.
Roberto Gerhard (1896-1970), discípulo de Enrique Granados y de Felipe Pedrell, enlazó la generación modernista con la vanguardia que llegó a partir de los años veinte del siglo pasado y que se desarrolló durante la Segunda República española. Fue uno de los miembros del grupo llamado Compositors Independents de Catalunya (CIC), junto con Manuel Blancafort, Ricard Lamote de Grignon, Joan Gibert Caminos, Agustí Grau, Baltasar Samper, Eduardo Toldrà y Federico Mompou. Los integrantes del CIC, que tuvo una vida efímera, entre el 1929 y el 1931, encabezaron el nuevo movimiento musical dentro de la corriente del Novecentismo, que volvía a un cierto clasicismo que hacía de contrapunto al estilo postromántico del Modernismo catalán. La relación de Robert Gerhard con Arnold Schönberg propició dos visitas de este compositor a Barcelona, entre los años 1931 y 1932. El compositor, incluso, llamó Núria a su hija. Lo más importante, en cambio, es que este vínculo ponía en contacto al mundo musical catalán con una Europa que buscaba poder trazar caminos más libres, más independientes, en la sombra de un magma social que acabaría estallándole en las manos. 
Esta relación con Viena que cultivó Roberto Gerhard y el círculo musical que se desarrolló alrededor –con nombres como Pau Casals o Conchita Badía- se materializó históricamente con la celebración en Barcelona el 1936 del XIV Festival de la Sociedad Internacional de Música Contemporánea (SIMC) y la creación de la Sociedad Internacional de Musicología. El acontecimiento colocó a Barcelona entre las capitales musicales de Europa, puesto que el encargado de dirigirlo fue Hermann Scherchen y se estrenaron obras como Concierto para violín. A la memoria de un ángel de Alban Berg. 
La guerra civil española, sin embargo, acabó con el sueño de Roberto Gerhard, que tuvo que emprender el camino del exilio. Lo acompañaron otras personalidades como Jaime Pahissa o Joan y Ricard Lamote de Grignon, que sufrió la represión franquista. En el otro bando de este exilio, en la penosa situación que vivía Cataluña después de la guerra, había músicos como Eduardo Toldrà (1895-1962), que el 1936 había ganado el Premio Isaac Albéniz otorgado por la Generalidad de Cataluña, por la compilación de canciones La rosa als llavis, con poemas de Joan Salvat-Papasseit y dedicado a la soprano Conchita Badia. Una obra que no se estrenó hasta el 1947, cuando Badia volvió después de once años en Sudamérica. 
Con Toldrà se retomó la vida musical catalana. El músico fue nombrado director de la Orquesta Municipal de Barcelona, originaria de la actual Orquesta Sinfónica de Barcelona y Nacional de Cataluña (OBC). Su obra recoge la sensibilidad catalana de la primera mitad del siglo XX, con títulos como la ópera El giravolt de maig o el cuarteto de cuerda Vistes al mar, inspirado en poemas de Joan Maragall. Una sensibilidad que se basaba en el paisaje mediterráneo y en la canción popular, tal como había hecho anteriormente la generación modernista. La diferencia, en cambio, en el caso de Toldrà y los coetáneos, es que reivindicaban el coro latino y la música exudaba admiración por los compositores franceses. 
Otro buen ejemplo de esta sensibilidad fue Manuel Blancafort (1897-1987), autor de un catálogo muy extenso que incluye obras sinfónicas, conciertos, música de cámara y una Cantata a la Virgen Maria, que recibió el premio del Orfeón Catalán. La música de Manuel Blancafort comparte esta misma factura impresionista de gran parte de los compositores de su generación. A su lado, el amigo y también compositor Federico Mompou (1893-1987) desarrolló de una manera más personal y depurada esta inclinación por la influencia de Gabriel Fauré o de Claude Debussy y llegó a ser el compositor con más proyección internacional de su generación, sobre todo por su obra para piano solo, que incluye obras maestras como los cuatro cuadernos de la Música callada.
Algo más allá de esta generación, que hizo de puente entre las dos mitades de un siglo XX escindido por la Guerra Civil y la II Guerra Mundial, hay Joaquim Homs (1906-2003), discípulo de Gerhard, y Xavier Montsalvatge (1912-2002). Tanto Homs como Montsalvatge, a pesar de ser llamados los compositores de la generación perdida, supieron mantener un legado musical con la misma independencia y vocación de la época anterior. En el caso de Joaquim Homs, que también fue violonchelista, hay que destacar un amplio catálogo con obras de todos los géneros compositivos, que también se acerca a la introspección pero siguiendo los postulados del dodecafonismo. 
Xavier Montsalvatge, en cambio, buscó llevar a la extremo influencias como la de Maurice Ravel o Ígor Stravinski hasta llegar a un expresionismo próximo a la atonalidad sin tener que renegar de la luminosidad mediterránea y de su predilección por el antillanismo que descubrió con las habaneras de Calella de Palafrugell. La tarea como crítico musical en publicaciones como Destino o La Vanguardia le permitió tener una perspectiva privilegiada de la vida musical de nuestro país. Obras como las populares Cinco canciones negras, que son interpretadas en todo el mundo; el Concierto breve para piano, dedicado a Alicia de Larrocha; el Canto Espiritual u otros más recientes como Folia Daliniana, y las óperas Una voce in off, El gato con botas y Babel 46, alcanzan un espectro musical muy amplio y lo colocan entre los compositores catalanes más universales de su generación. 
Con la llegada de la década de los cincuenta se retomó la vida musical en Cataluña y surgió una nueva generación de compositores que heredó el legado de los predecesores y lo adecuó a los nuevos tiempos. Entre estos nuevos músicos, destaca Xavier Berenguel i Godó (1931), hijo de uno de los escritores que tuvieron que sufrir el exilio cuando las tropas franquistas ganaron la Guerra Civil: Xavier Benguerel i Llobet, uno de los Premio de Honor de las Letras Catalanas. El hijo de Benguerel volvió a Barcelona el 1954 para inscribirse en la llamada generación del 51, junto con músicos como Joan Guinjoan o Josep Soler i Sardà. Todos ellos tuvieron como maestro a Cristòfol Taltabull, una de las personalidades musicales más completas que ha dado Cataluña. Taltabull hizo de puente entre el espíritu de las primeras décadas del siglo XX y la voluntad de renovación y de mirar adelante que tenían los que se reafirmaron artísticamente a partir de los años sesenta. Guinjoan y Benguerel siguieron una corriente estética muy influida por Bartók y por Stravinski, así como por la escuela francesa que conoció ampliando los estudios en París. En este sentido, el Instituto Francés de Barcelona y el Círculo Manuel de Falla, que se creó en los años cuarenta, iluminaron el ambiente desolado que había dejado la guerra. 
En este periodo destacan los compositores Joan Comellas, Manuel Valls i Gorina, Josep Casanovas, Àngel Cerdà, Josep Maria Mestres Quadreny, Joan E. Cirlot y el pianista Jordi Giró. Todos ellos tenían una misma inquietud: la necesidad de continuar la vida artística en el país, tierra de confluencia de estéticas diversas, francesas, alemanas, italianas y españolas, que dieron un fruto propio incomparable. Artistas como Joan Miró o Joan Brossa se convirtieron en puntos de referencia para muchos de estos compositores, sobre todo para los que buscaban arriesgar más en el terreno impetuoso de la vanguardia, como fue el caso de Mestres Quadreny. 
El grupo Diabolus in Musica, que se fundó el 1965, con Juli Panyella y que dirigió Joan Guinjoan, fue una referencia en el desarrollo de la música catalana, un altavoz que situó la creación autóctona en el lugar que se merecía en todo el mundo. 

#### Música catalana contemporánea
La música catalana contemporánea es una de las más ricas y abiertas del panorama musical europeo. Muchos compositores catalanes se inspiran en una gran diversidad de corrientes estéticas y de influencias, tanto cultos como populares, para crear composiciones sonoras de gran expresividad.
A partir de las últimas décadas del siglo XX, compositores como Jordi Cervelló, David Padrós, Salvador Pueyo, Manuel Garcia Morante, Carles Guinovart, Narcís Bonet, Manuel Oltra, Francesc Taverna-Bech, Albert Sardà, Benet Casablancas, Joan Lluís Moraleda, Jep Nuix, Alberto Garcia Demestres, Andrés Lewin-Richter, Anna Bofill Levi, Cruz López de Rego, Agustí Charles, Josep Lluís Guzmán Antich, Jordi Codina o Leonardo Balada, conforman un espectro muy extenso y de gran variedad de la creación musical catalana. Todos ellos, con trayectorias diversas y enfatizando un aspecto u otro de la herencia musical catalana, han gestado una identidad musical propia muy diferente a la otros territorios. Algunos han desarrollado obras de gran personalidad.

### Música folklórica tradicional
La tradición musical de Cataluña estuvo a punto de desaparecer, pero iniciativas como la del Grup de Folk, con una breve pero fructífera carrera a finales de los sesenta, ayudaron a reavivarla. Veinte años después se crearía Tradicionàrius, que desde entonces trabaja para mantener vivo este tipo de música.

### Música popular

#### Canción melódica
Las cupletistas hicieron llegar la canción popular catalana a la sociedad civil a principios del siglo XX. Con la dictadura, las únicas letras que se podían cantar, hasta el estallido de la Nova Cançó, fueron las de las sardanas. A partir de los años sesenta, la canción catalana vive un momento de euforia y, a partir del siglo XXI, surgen voces de gran talento en el mundo del jazz y del pop.

#### Sardanas
La sardana es una danza popular catalana considerada como el baile nacional de Cataluña. El nombre puede hacer referencia tanto al baile como a la música. Es una danza colectiva que bailan hombres y mujeres cogidos de las manos formando un círculo y punteando con los pies los compases de la cobla. Este baile se popularizó a finales del siglo XIX con las innovaciones de José Ventura y la política, puesto que se asoció al republicanismo: era una manera de oponerse a los conservadores carlinos, que eran fieles al contrapás.

#### Jazz
Cataluña fue la puerta de entrada del jazz al sur de Europa. Desde los locos años veinte, con las orquestas de baile, hasta muy entrado el siglo XXI, con una horneada de músicos como nunca había existido, Cataluña ha generado clubes, discográficas, festivales y primeras figuras de relevo internacional como Tete Montoliu, Carles Benavent y Jordi Rossy, entre otras muchas.

#### Nueva canción
La Nova Cançó fue un movimiento musical y, de retruque, social, político e incluso comercial, que tuvo lugar en la década de los sesenta en los Cataluña. Con la Nueva chanson como modelo, reivindicaba el uso del idioma del país en la canción de autor y en la música popular en general, y vehiculaba, entre otros temas, la oposición al franquismo.

#### Sonido layetano

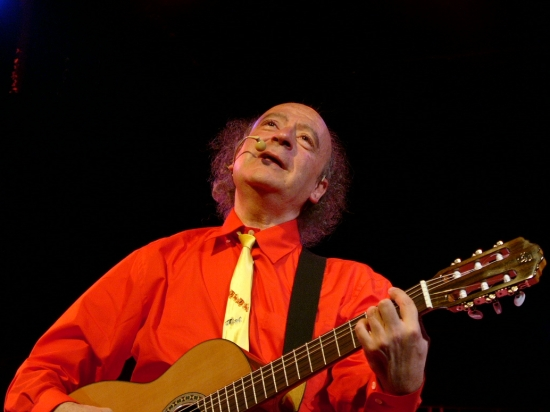
Jaume Sisa

La desaparecida y mítica sala Zeleste de la calle Argenteria de Barcelona se convirtió en el punto de partida de un movimiento musical nocturno, rebelde, inconsciente y espontáneo, conocido como el sonido o rock layetano. Fruto de la mezcla cultural de la Barcelona de los setenta, el rock layetano gestó algunas de las expresiones musicales catalanas más libres y sorpresivas. La música layetana fue un estilo musical surgido en la primera mitad de los años setenta del siglo XX y que actuó como revulsivo en el contexto de la música popular en Cataluña, que se inspira en el folk, el pop y el rock. Tuvo su origen en Barcelona, en concreto en locales próximos a la Vía Layetana, de donde le viene el nombre (de la tribu de los layetanos). A pesar de que afectó a varios estilos musicales, se manifestó claramente en el rock. Se trataba de un sonido de fusión con muchas influencias del jazz-rock -de moda en aquellos tiempo- combinado con esencias mediterráneas, la salsa o la rumba. Otra característica del movimiento es la introducción del catalán, incluso antes del fin del Franquismo -y por lo tanto en un periodo de prohibición de la lengua catalana- en el rock.
También dio lugar a la Cançó galàctica, no tanto un género musical sino un universo poético, evocativo y salvaje donde todavía se preservan rincones para la libertad y la inocencia. Sus portadores pueden tener en común el surrealismo daliniano y el ideario de Francesc Pujols, con los miembros destacados Jaume Sisa y Pau Orilla.

#### Rock urbano
A finales de los años cincuenta, el régimen franquista se vio obligado a dejar de lado la autarquía y a implantar los planes de estabilización, que ayudaron a mejorar la situación económica del estado español. Esto, junto con los acuerdos militares con los Estados Unidos del 1953, fueron dos de los factores más importantes para que el rock se difundiera entre la juventud catalana y española.

#### Rock catalán

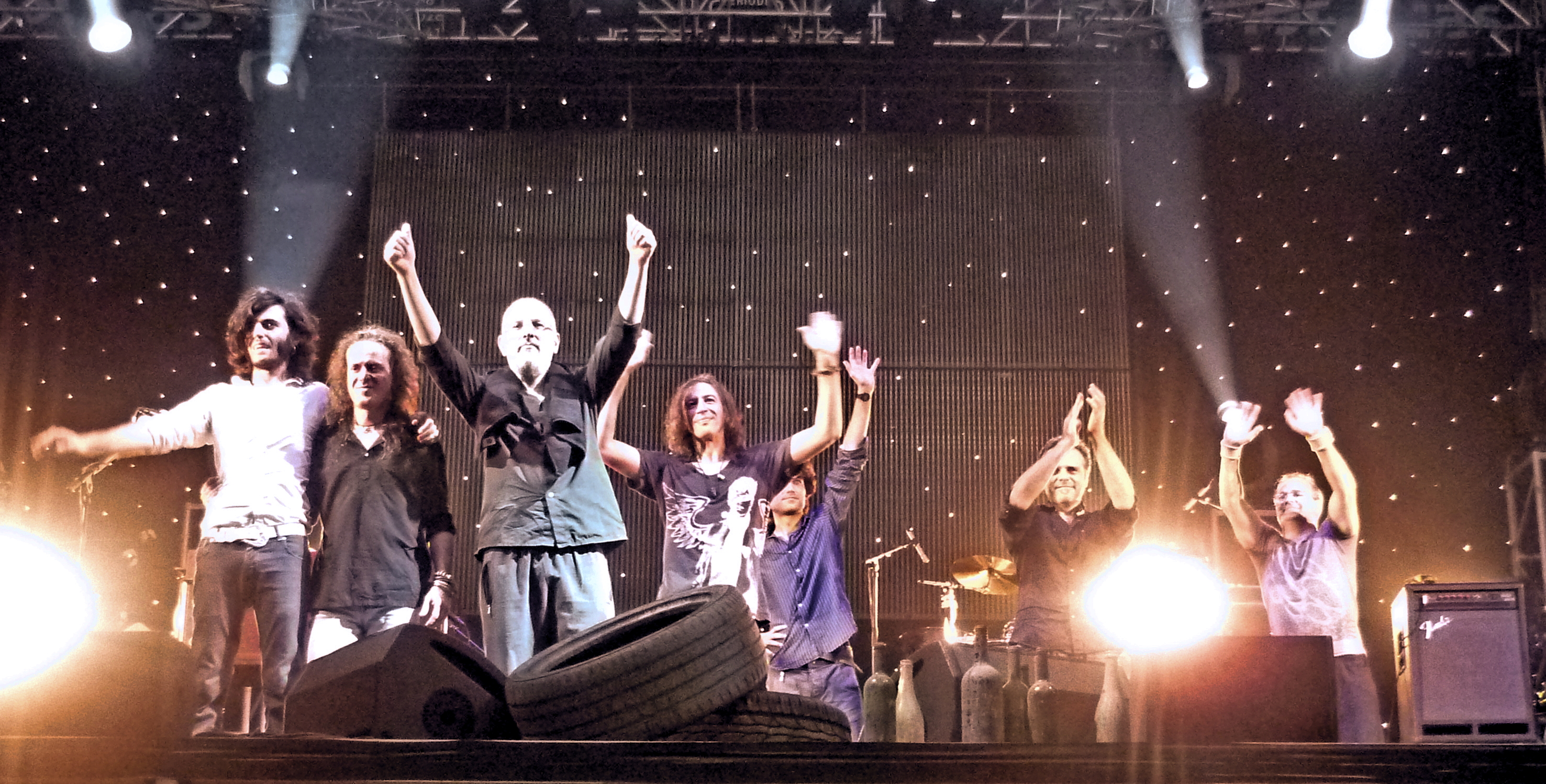
Sopa de Cabra en concierto en Gerona, el 2011.

Con el nombre de Rock Catalán se conoce el fenómeno cultural que se produjo en Cataluña en el entorno de algunos grupos de rock, pop rock y otros estilos de la música rock que cantaban en catalán durante la década de los noventa. Relevó la Nova Cançó como música de masas en la lengua nacional y normalizó el uso en un género dominado por el inglés y el español.
La expresión empieza a popularizarse en 70 en torno a la antigua sala de conciertos Zeleste, cobijo de un movimiento llamado rock layetano. Posteriormente continuó en los años 80 y principios de los 90 con grupos e intérpretes de música rock y otros estilos en catalán. El término también se utiliza para referirse a todo el fenómeno que ha originado en la música y la cultura, especialmente entre la juventud. De esta parte destacan grupos como por ejemplo Sopa de Cabra, Sau, Sangtraït, Lax'n' Busto, Els Pets, Obrint Pas, Whiskyn's, Brams, La Gossa Sorda, Gossos... Estos grupos tuvieron impacto social y comercial e incrementaron la presencia de la lengua catalana en la vida cotidiana de las generaciones más jóvenes.
El boom musical vuelve a estallar a principios de los 90 con la aparición de muchos grupos y la realización de muchos conciertos y festivales. El rock catalán no ha sido exento de crítica desde esta década: Muchos críticos musicales censuraban el hecho de que la Generalidad de Cataluña, supuestamente, subvencionaba y promocionaba este movimiento o fenómeno musical con fines políticas.

#### Rumba catalana
La rumba, en Cataluña, está íntimamente ligada a la población gitana y a sus celebraciones. Los gitanos catalanes se concentran en la ya citada calle de la Cera del Raval, en el Maresme y en la villa de Gracia. Un cuarto foco de atención rumbero es Lérida capital, ciudad que algunos no dudan en señalar como la cuna y punto de origen de la rumba catalana.

#### Escena independiente
En la década de los noventa del siglo XX, el circuito alternativo se consolida. El público busca nuevas sensaciones y estilos modernos que simbolicen el relevo generacional. En este contexto, el indie-rock, el techno y el hip hop empiezan a abrirse en la escena catalana.
Cataluña, a principios de los noventa, forma parte de la oleada que, de una manera silenciosa y constante, empieza a cubrir todo el territorio estatal y ayuda a consolidar una escena alternativa de pop y rock –recambio del oficial, todavía identificada con los sonidos de la post-Movida madrileña– que tuvo también epicentros en Gijón, Zaragoza, Valencia, Madrid y San Sebastián. El indie no nació de la nada. Cataluña había tenido una fuerte escena experimental y de edición en casete, de la cual habían resistido bandas como Superelvis, y a la vez había sido uno de los epicentros de la escena mod, en la cual habían sido agentes principales Brighton 64 –posteriormente Matamala, en el origen de la fundación del sello Bip Bip Records– y la banda de culto Los Negativos (equivalente underground a los infinitamente más populares Los Sencillos de Miqui Puig). Pero el indie, en los noventa, se identifica sobre todo con los aires de cambio del noise-rock, una escena de canciones melódicas y brutas que tomaban inspiración en fenómenos anglosajones como el grunge de Nirvana, el rock experimental de Sonic Youth o el noise-pop de Pavement.
Bach Is Dead, el primer grupo de David Rodríguez, posteriormente el fundador del proyecto Beef –en que fusionaba art-rock, sonidos de la vanguardia alemana de los años setenta y maniobras sónicas del noise–, fue uno de los participantes, el 1992, de la gira Noise Pop, al lado de Usura (Madrid), Penélope Trip (Gijón) y El Regalo de Silvia (Zaragoza), momento fundacional de una escena indie estatal que pudo crecer gracias al apoyo de medios de comunicación como la revista Rockdelux y la emisora pública Radio 3 de RNE.
En la historia coral que es la indie-pop, Cataluña aporta personajes que juegan papeles importantes en momentos concretos como Los Fresones Rebeldes, esenciales en el apartado del ‘pop naïf' o, ya en el cambio de década del 2000, la psicodelia ‘revival' de Sidonie, el pop electrónico cínico de Astrud y el colectivo Austrohúngaro, y el pop surrealista de los Antònia Font, convertido en referente para la posterior generación de la escena alternativa en catalán, junto a la canción de autor tortuosa de bandas como Mishima o Refree. Al postrock, de la mano de sellos como Foehn, lo ponen en circulación de las atmósferas melancólicas y desoladoras de Bálago.
En cuanto al hardcore, el sello BCore es una pieza central de toda la escena estatal, un plantel inagotable de bandas que tejen una espesa red entre Gerona y Barcelona y que no se ha parado en prácticamente veinte años, empezando por Inocentes, continuando por Corn Flakes y Aína y, ya en la década de los 2000, con la eclosión de bandas como Standstill y The Unfinished Sympathy. La escena indie catalana sigue en plena forma en los sótanos de la cultura oficial, en permanente mutación, dando alternativas a nombres que se mueven en las vías del afro-indie (El Guincho), el ruido sin control (Bèstia Ferida), la experimentación rock (Les Aus) y el pop de chicas (Los Seis Días), y además abriendo una brecha por la cual se han filtrado propuestas de folk y pop electrónico que en lugar del inglés o el castellano usan el catalán en las letras. Es el caso de Glissando, Mazoni, Sanjosex, El Petit de Ca L'Eril o Anímic, con Manel como grupo bandera.

#### Hip Hop
Es en este momento de cambio y apertura a nuevas propuestas internacionales cuando la música local se abre también a la música electrónica de baile y al hip hop, que en los noventa vivían la edad dorada en Europa y en los Estados Unidos. En cuanto al rap, el primer gran grupo catalán son 7 Notas 7 Colores, formado por el rapero Mucho Muchacho y el productor Dive Dibosso, que recogen la herencia de Eat Meat –‘acid jazz' elegante comandado por el poeta Make– y BZN, con rimas irreverentes y momentos groseros. Hecho, es simple (1997) es un debut espectacular que pone el hip hop catalán en el mapa, cuyo testigo toma desde Tarrasa el dúo Sólo Los Solo. El productor de Sólo Los Solo –proyecto desmantelado hoy en día– es actualmente el hombre que echa del carro del hip hop local: DJ Griffi está detrás de la obra de Tremendo, Quiroga y Chacho Brothaz y sirve ritmos a los principales MC españoles, una figura respetada que se sitúa lejos de un hip hop más adolescente y conflictivo como el que practica el injuriado y superventas Porta.

#### Música electrónica
La música electrónica crece en Cataluña gracias a tres fuerzas simultáneas. La primera, la creación de una escena de clubes alternativa a la masificada de la màkina, centrada en música menos dura, que se nutre de corrientes de vanguardia como el primer techno americano, el trance alemán o la IDM inglesa. Un club en Barcelona, Nitsa, y su DJ residente, Sideral, son los que ayudan a cambiar la forma de entender la electrónica de toda una generación y dan paso a un relevo que cambiará la situación y acabará por llevar el excircuito popular a la marginalidad.
La segunda, la fundación del festival Sónar el 1994, hoy convertido en la primera cita mundial para la difusión de las artes de vanguardia con un componente hedonista y gran embajador de la música electrónica desde aquí hacia el resto del mundo, un agente catalizador que ha actuado como motor en la fundación de sellos y carreras y que ha actuado de embajador mundial de la escena electrónica catalana –un papel que, en el pop-rock, tiene una réplica exacta en el festival Primavera Sound.
La tercera fuerza es la creación de una red de sellos y artistas locales, una tarea que ha resultado difícil por las características del sector, en el cual el DJ es la estrella (y no el músico). Los primeros sellos catalanes –Cosmos y Minifunk– tuvieron problemas y acabaron cerrando, a pesar de haber descubierto talentos truncados como los de An Der Beat o Álex Martín, que siempre disfrutó de más fama en Francia o Alemania.
En la década del 2000, el relevo de sellos, más profesionalizado y enfocado hacia Europa como única vía de supervivencia, ha conseguido establecer por fin una escena editorial sólida y duradera, con sellos como Regular en Tarrasa, Factor City en Barcelona y Paradigma Musik en Mollerusa (antes de establecerse en Berlín) y artistas con potencial como D.A.R.Y.L., Pablo Bolívar, Jaumëtic, Iñaqui Marín, Undo & Vicknoise, Dosem o Marc Marzenit. Y esto sin olvidar una microescena de IDM orientada hacia las texturas amables, con sellos como spa.RK (Fibla, bRUNA, EEDL) o Lovethechaos (Nikka, Strange2).